# Haustüren in den Vereinigten Staaten

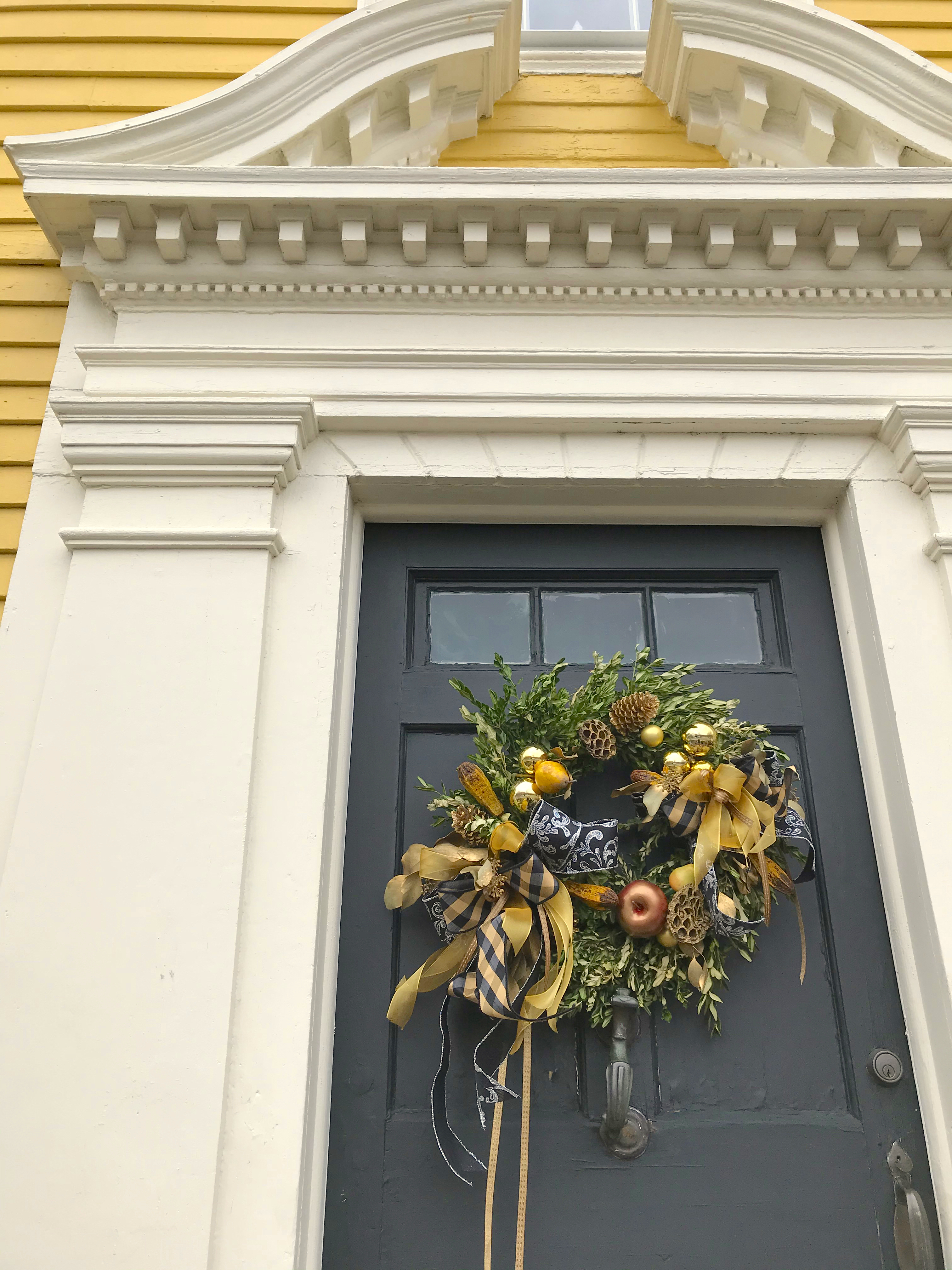
Zum modernen amerikanischen Brauchtum zählt das Aufhängen von dekorativen Kränzen an der Haustür, besonders in der Advents- und Weihnachtszeit.

Das Design und der Einbaukontext von Haustüren sind in den Vereinigten Staaten von der besonderen Geschichte der Wohnarchitektur dieses Landes geprägt.

## Geschichte
Haustüren sind in den Vereinigten Staaten in ihrer großen Mehrzahl Haustüren von Einparteienhäusern, denn der Anteil der Bevölkerung, die in solchen Häusern lebt, beträgt dort etwa 70 %; mehrheitlich handelt es sich um das eigene Haus. Die übrigen leben in Wohnungen oder Zimmern, die in Mehrparteienhäusern oder Kollektivunterkünften liegen.

### Indianische Architektur
Die Eingänge der traditionellen Behausungen der nordamerikanischen Indianer – von den Langhäusern der Völker des Nordostens bis hin zu den Lehmbauten der Puebloindianer – wurden zur Wärmeregulierung meist durch aufgehängte Matten oder Tierhäute verschlossen.

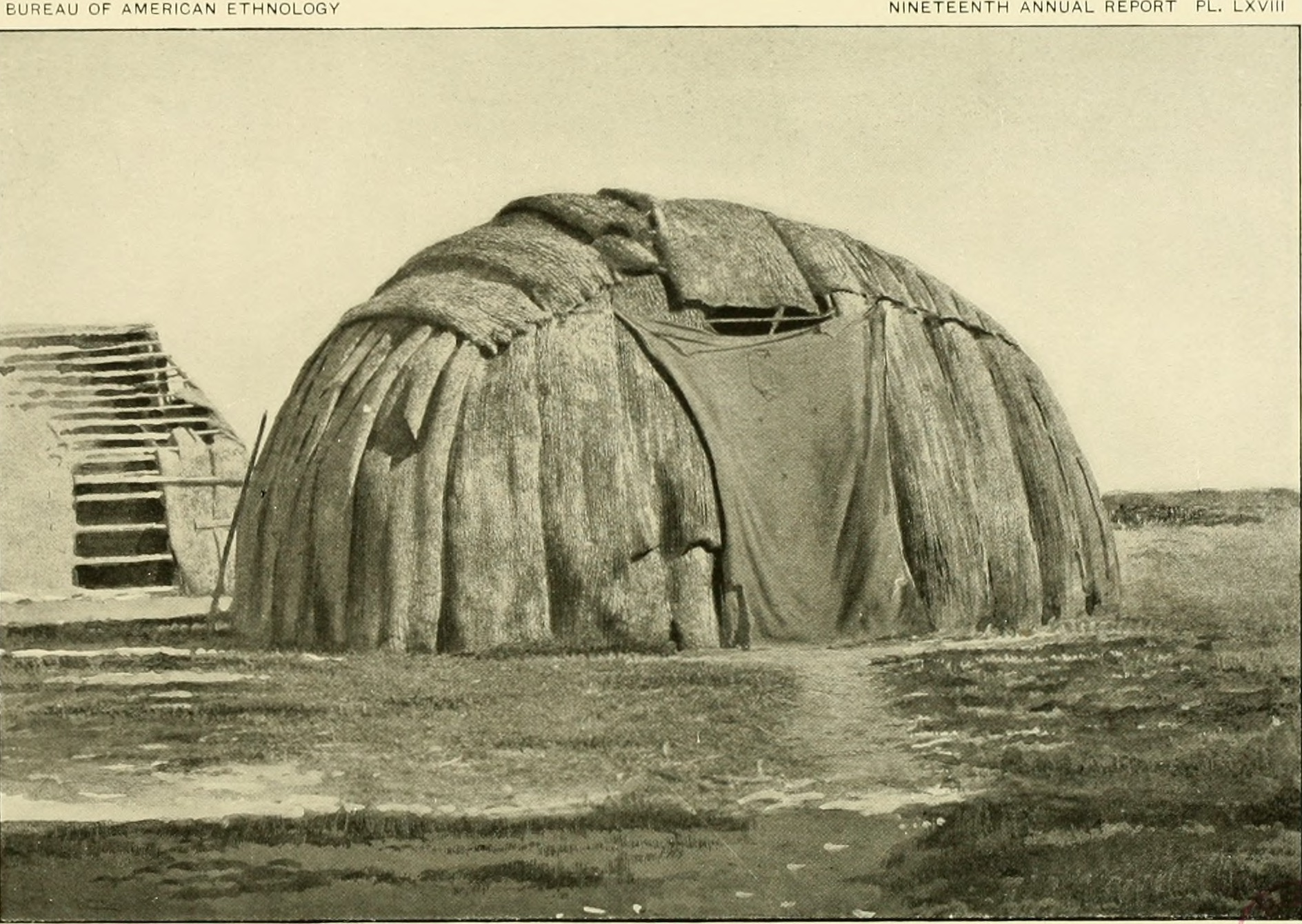
Mit einer Decke verschlossener Wigwam
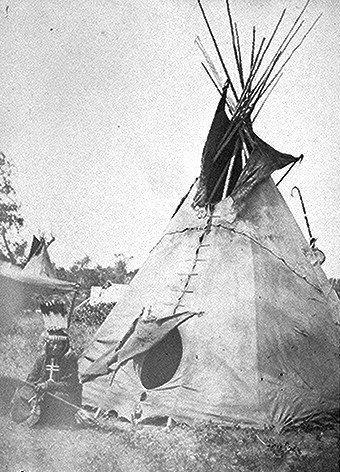
Tipi; Eingang mit einer Tierhaut verschließbar
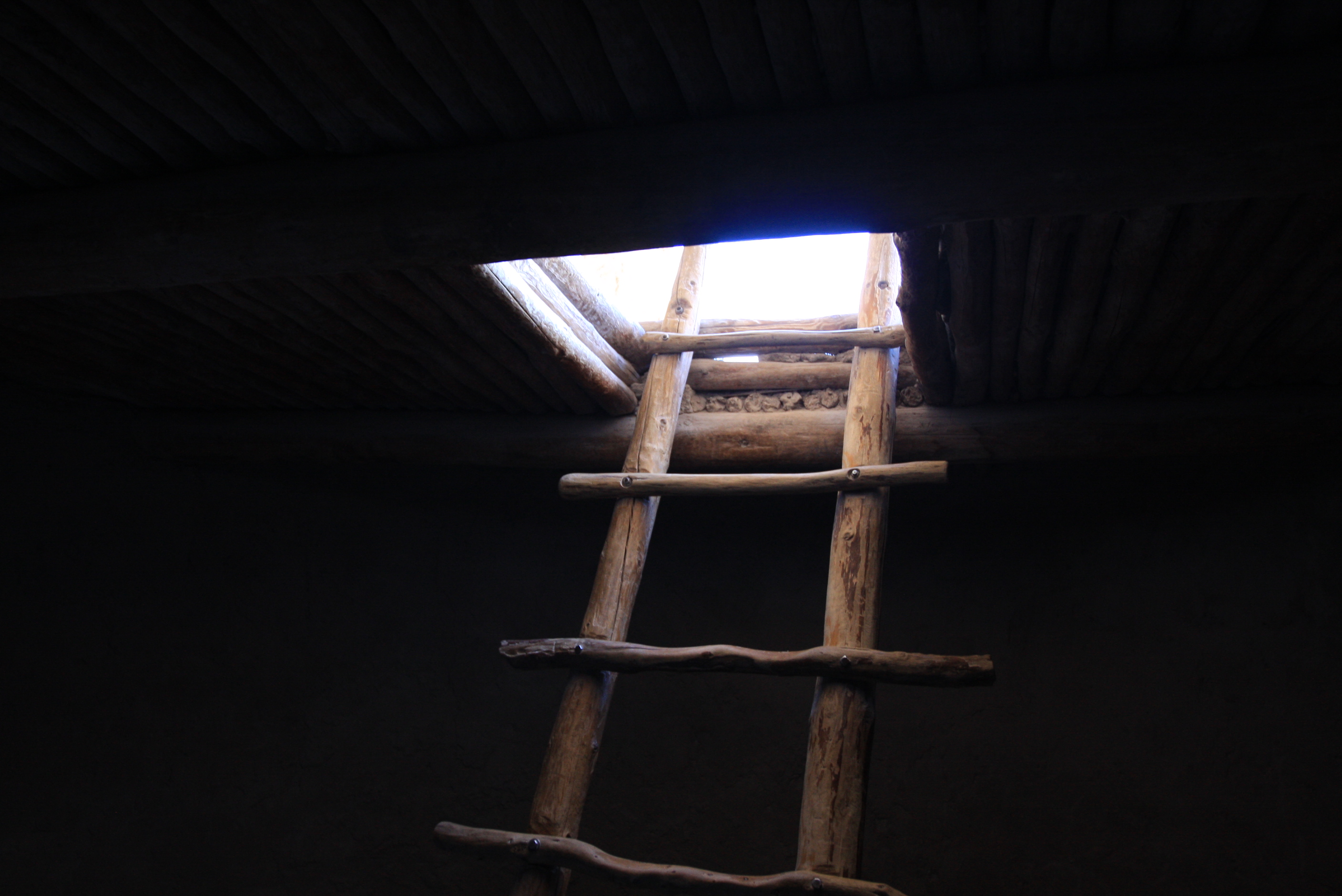
In den Lehmbauten der Puebloindianer führte manchmal der einzige Zugang durch die Decke

### Kolonialzeit
Türen europäischen Stils – gezimmerte Anschlagtüren – fanden erst mit den europäischen Siedlern (ab 1706) Verbreitung. Dabei bestand von Anfang an die Tendenz, die Haustür auf der Traufseite zu platzieren, die meist auch der Straße zugewandt war. In den südlichen britischen Kolonien, deren Klima einen häufigen Aufenthalt im Freien begünstigte, befand sich an dieser Eingangsseite des Hauses oft eine breite Veranda. In den spanischen Kolonien waren Häuser stattdessen oft durch mehrere Hauseingänge erschlossen.
In den britischen Kolonien, in denen die mittelalterlichen Bautraditionen fortwirkten, waren die Haustüren zunächst meist aus vertikal angeordneten Brettern zusammengezimmert (batten doors); in Nieuw Nederland waren doppelschlägige Türen die Regel. Beim Hausbau dominierte in den Kolonien von Anfang an die aus England mitgebrachte Holzrahmenbauweise.
Da die große Mehrzahl der Häuser nicht mehr als zwei Räume hatte (Hall and Parlor), führte die Haustür meist nicht in ein Entrée oder einen Hausflur, sondern direkt in einen Wohnraum – eine Tradition, die in den USA bei kleineren, volkstümlichen Häusern (Minimal- und Fertighäusern), aber etwa auch bei den meisten Craftsman-Häusern bis heute fortbesteht. Gelegentlich erfolgte der Zugang zum Haus jedoch durch einen geschlossenen kleinen Vorbau (Porch chamber).
Zu den ganz wenigen Haustüren, die aus dem 17. Jahrhundert erhalten geblieben sind, zählt die des John Sheldon House in Deerfield, Massachusetts, die heute von der Pocumtuck Valley Memorial Association wegen der Rolle kuratiert wird, die sie in einem indianischen Angriff auf Deerfield im Jahre 1704 gespielt hat. Es handelt sich um eine zweilagige Plankentür mit vertikal ausgerichteten Brettern außen und horizontal ausgerichteten Brettern innen; zusammengehalten werden beiden Lagen durch schmiedeeiserne Nägel, die in diagonalen Reihen eingeschlagen sind. Dies entspricht der Türkonstruktion in mittelalterlichen englischen Häusern.

Tür in einem alten Blockhaus
Tür in einem alten Steinhaus
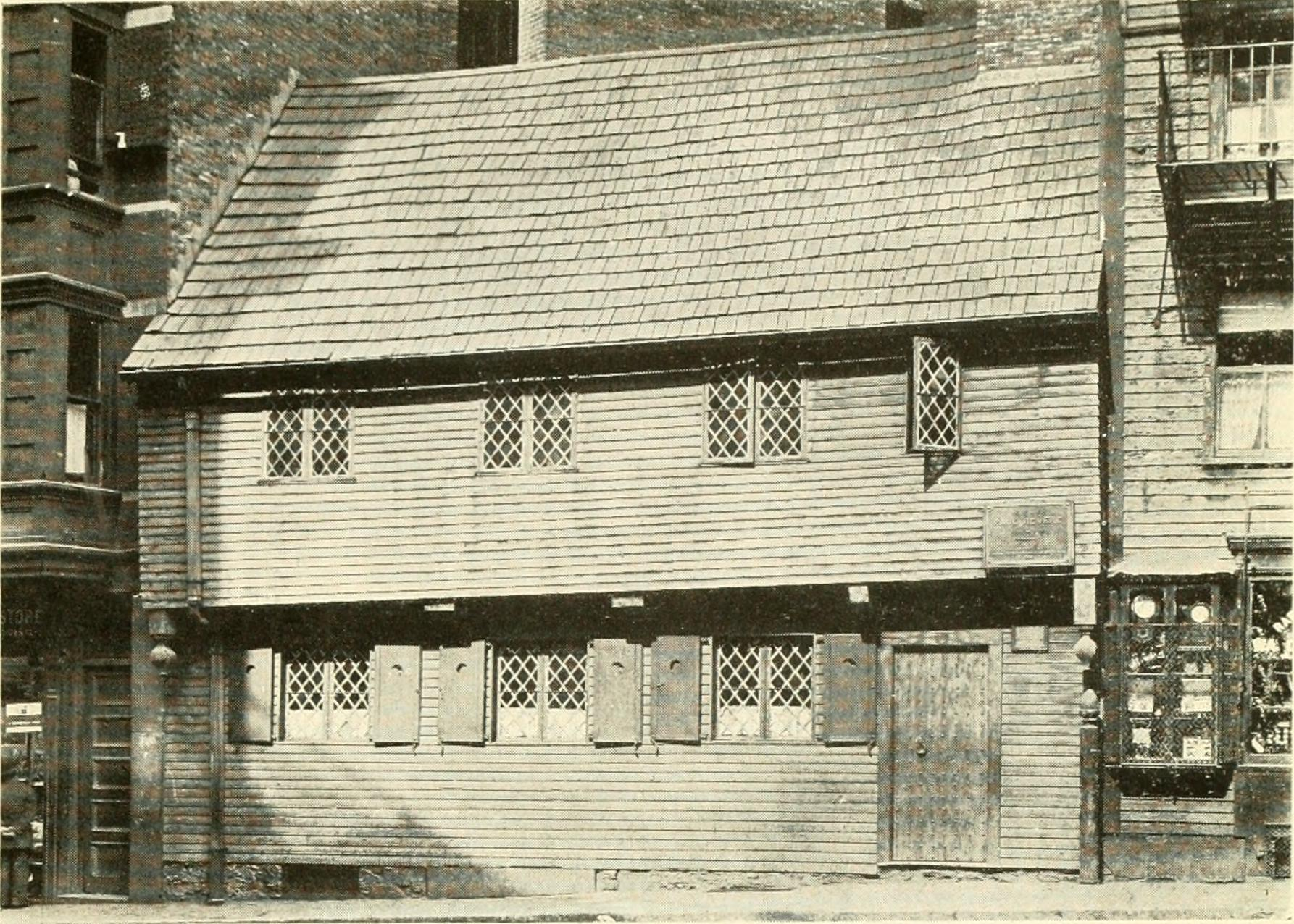
Altes Haus in Rahmenbauweise
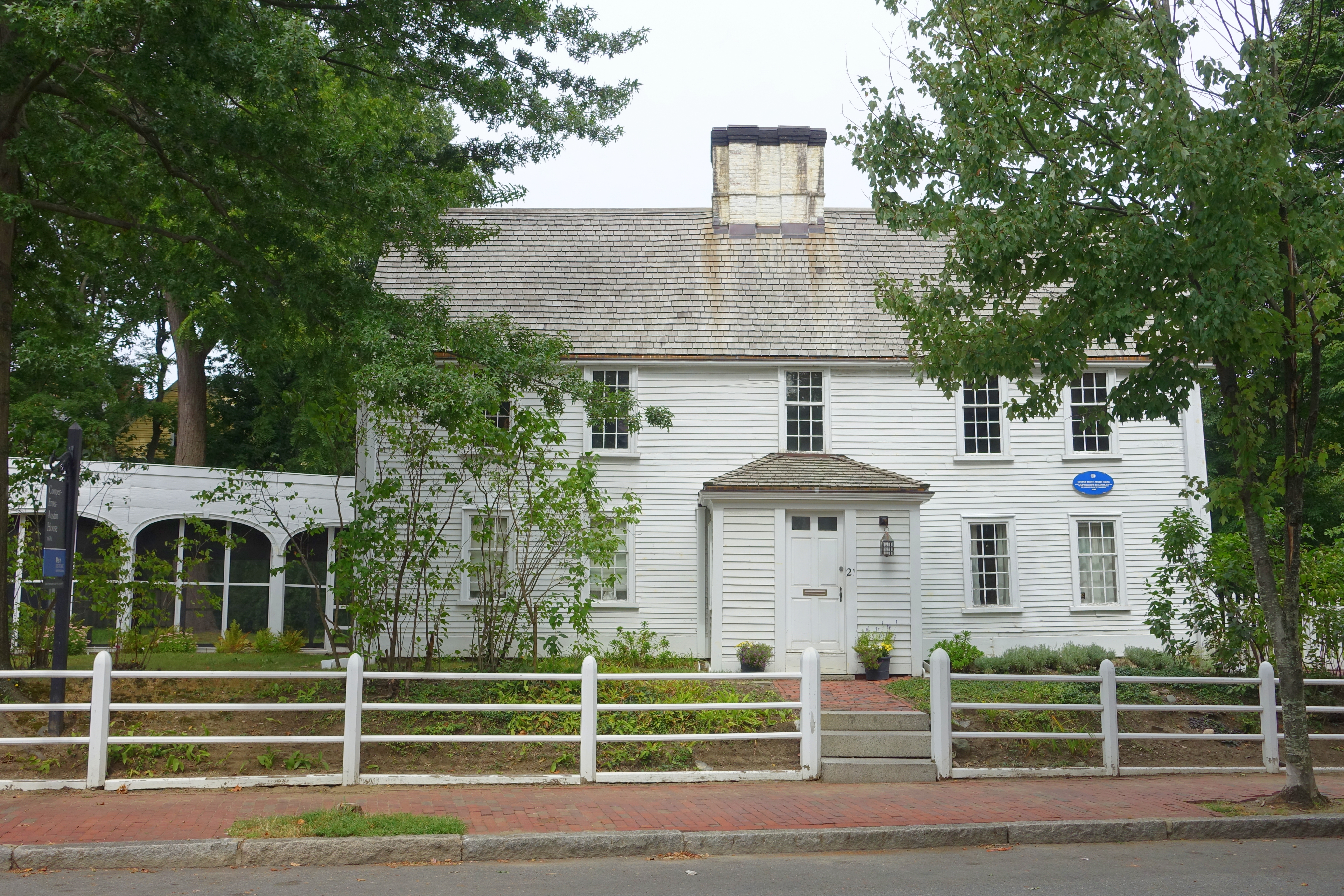
Haus mit Porch chamber

### Klassizismus: Die Haustür im Zentrum
Die u. a. durch Thomas Jefferson geförderte traditionelle Sympathie der amerikanischen Nation mit der griechischen Polis und der Römischen Republik hat dazu geführt, dass in den USA vom 18. Jahrhundert an das Vorbild der antiken Architektur unvergleichlich viel präsenter war und teilweise bis heute ist als etwa im deutschsprachigen Raum. Die Haustür befindet sich hier stets im Zentrum der Fassade und ist sehr prominent dargestellt.
Die in diesem Abschnitt behandelten Haustürformen wurden in den britischen Kolonien und in den jungen Vereinigten Staaten von einflussreichen Architekten, die für wohlhabende Bauherren arbeiteten, als zeitgemäße und distinguierte Neuerungen eingeführt, breiteten sich von dort – meist in Schwundformen – mit mehr oder weniger großer zeitlicher Verzögerung aber bis ins volkstümliche Bauen aus.

#### Traufseitige Fassaden und Haustüren: Kolonialarchitektur

##### Georgianischer Stil

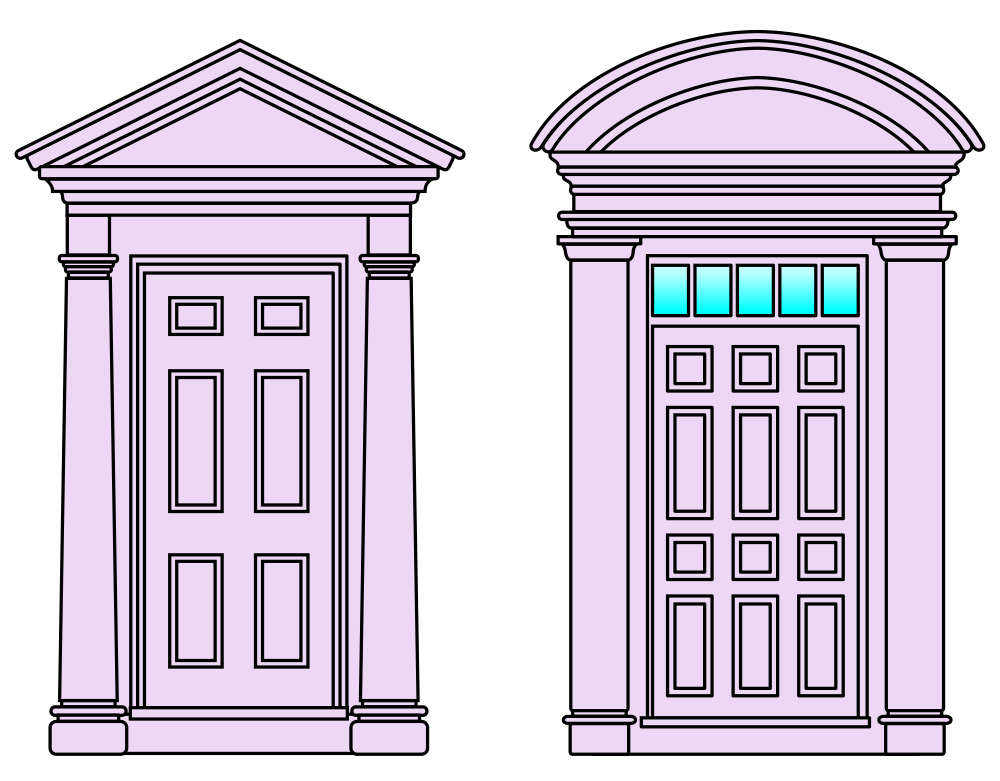
Zwei beim Georgianischen Stil weit verbreitete Haustürformen: links mit dreieckiger, rechts mit flachbogenförmiger Bekrönung

Im 18. Jahrhundert gelangten aus England erstmal akademische – d. h. nicht volkstümliche, sondern von gelehrten Architekten vertretene – Baukonzepte in die britischen Kolonien. Die erste davon war die Georgianische Architektur (1700–1780), die dem Vorbild Andrea Palladios folgte und deren Programm Colen Campbell einschlägig in seinem Werk Vitruvius Britannicus (1715–1725) vorgestellt hat.
Die Haustür rückte hier in die Mitte der streng spiegelsymmetrisch ausgerichteten und von zahlreichen antikisierenden Stilelementen geprägten Fassade, wobei es sich bei dieser Fassade meist um die Traufseite handelte. An die Stelle der Plankentüren traten Paneeltüren; der Türrahmen imitierte mit einem Architrav und seitlichen Pilastern Elemente der klassischen Säulenordnung. Gelegentlich wurde zwischen Bekrönung und Tür eine niedrige Reihe rechteckiger Glasscheiben eingefügt. In der zweiten Hälfte des 18. Jahrhunderts traten an die Stelle der Pilaster in etwa der Hälfte der Fälle stärker ausgearbeitete oder vollständig skulpturierte Säulen, und die Architrave konnten zur Bedachung eines kleinen Portikus anwachsen.
Der Grundriss, der mit diesem Stil eng verbunden war, ist die Classical Box: ein zweigeschossiges Haus, das zwei Räume tief und drei Räume breit war. Die Haustür führte stets in den mittleren Bereich, der entweder einen bis zur Rückseite durchgehenden Flur (transverse hall) oder – bei repräsentativeren Bauten – vorn ein Vestibül (front hall) enthielt, dem sich hinten ein Treppenhaus anschloss.

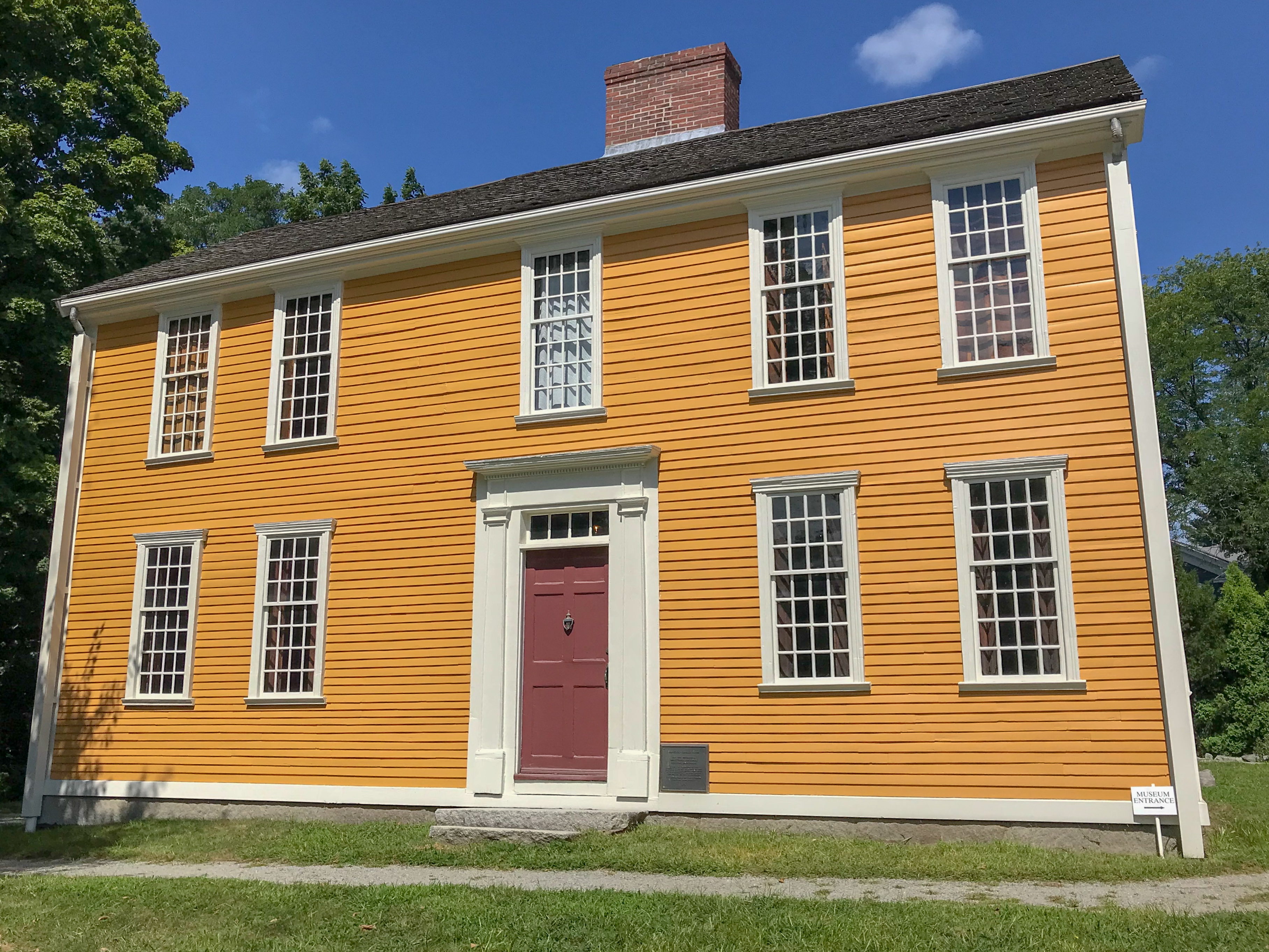
1737
1769
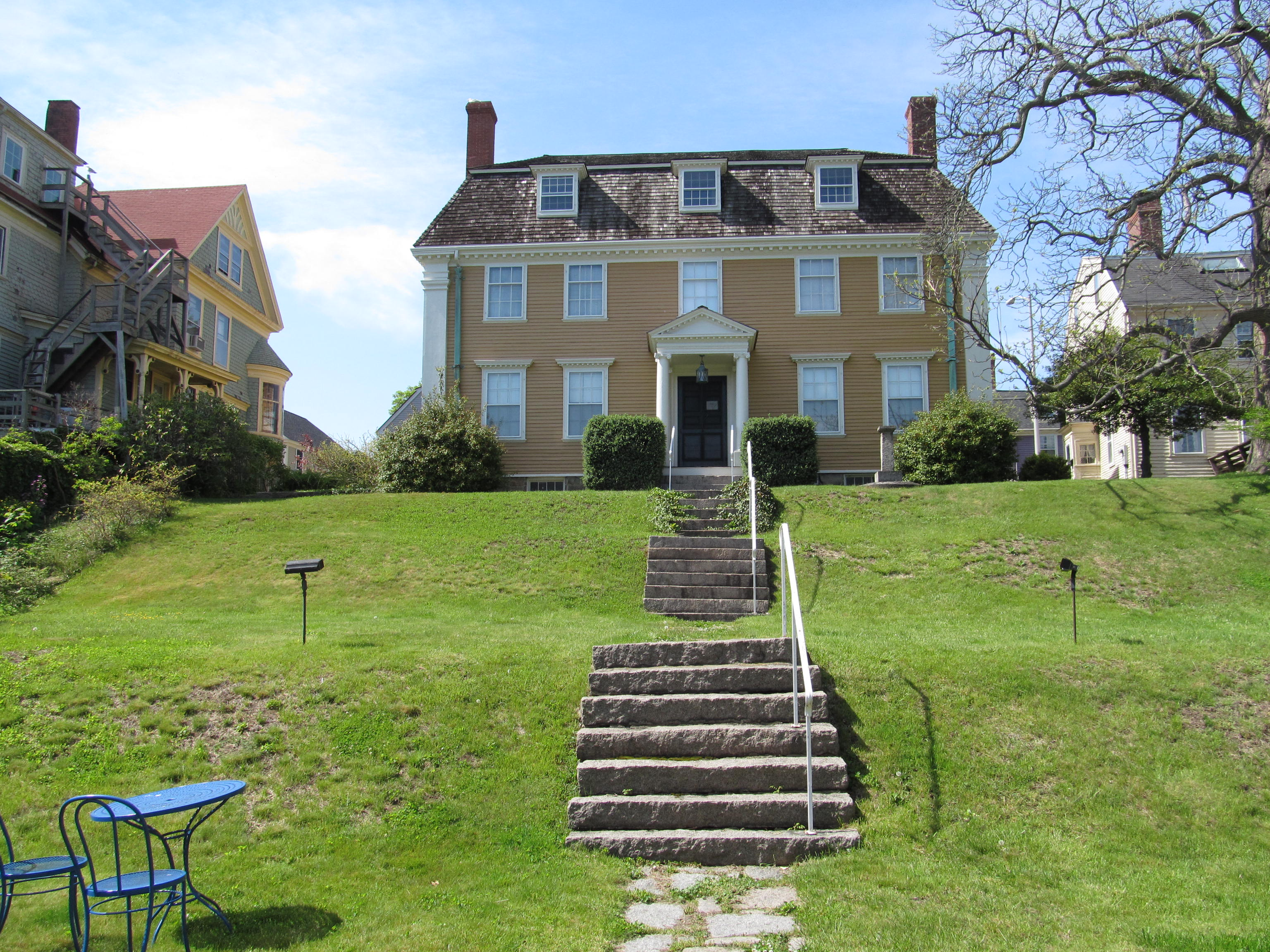
1782

##### Federal Style

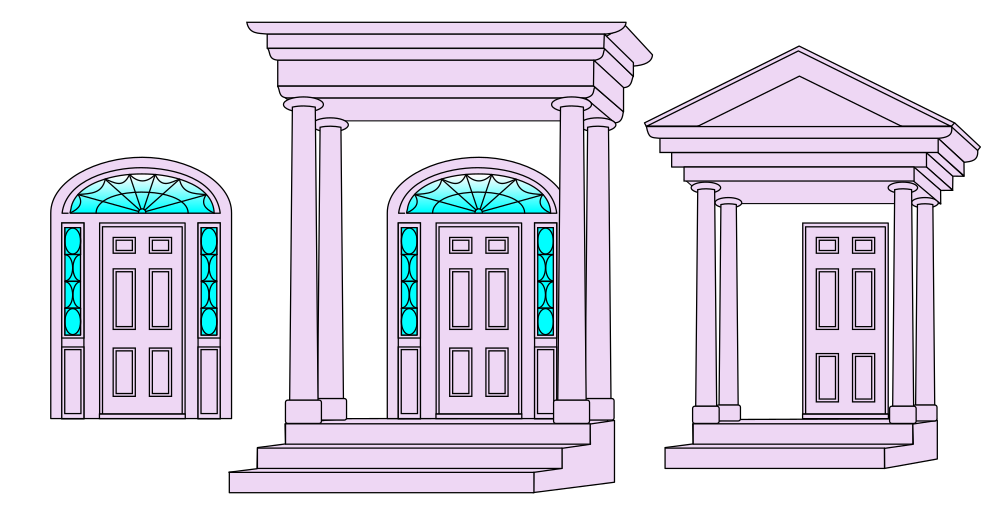
Drei beim Federal Style weit verbreitete Haustürformen

Mit der Ablösung des Georgianischen Stils durch den Federal Style (auch: Adams-Stil) (1780–1820), die nach der Unabhängigkeit und Gründung der Vereinigten Staaten zunächst vor allem bei öffentlichen Gebäuden Verbreitung fand, bald aber auch im Hausbau kopiert wurde, wurde die Erscheinung der Haustür weiter gesteigert. Ihr wurde nun, und zwar im Kontext eines Höherbauens der Erdgeschossräumlichkeiten, ein halbkreis- oder halbellipsenförmiges Oberlicht (fanlight) aufgesetzt. Die Halbkreisform geht auf den Einfluss von Robert Adam zurück (Bingham Mansion, Philadelphia, 1788; The Woodlands, Philadelphia, 1790), während Charles Bulfinch später die Halbellipsenform durchsetzte. Nach dem Unabhängigkeitskrieg wurden die Oberlichter durch Seitenlichter ergänzt. Dagegen wurde es unüblich, Glasscheiben in das Türblatt selbst einzusetzen.
Ein von Bulfinch 1792 für Joseph Barrell entworfenes Haus hatte an der Gartenseite einen eindrucksvollen Portikus mit halbkreisförmigem Grundriss, der Samuel McIntire inspirierte, 1793 erstmals auch einen Hauseingang mit halbkreisförmigem Portikus vorzuschlagen. Andere Architekten haben diese Idee dann vielfach aufgegriffen.

1810
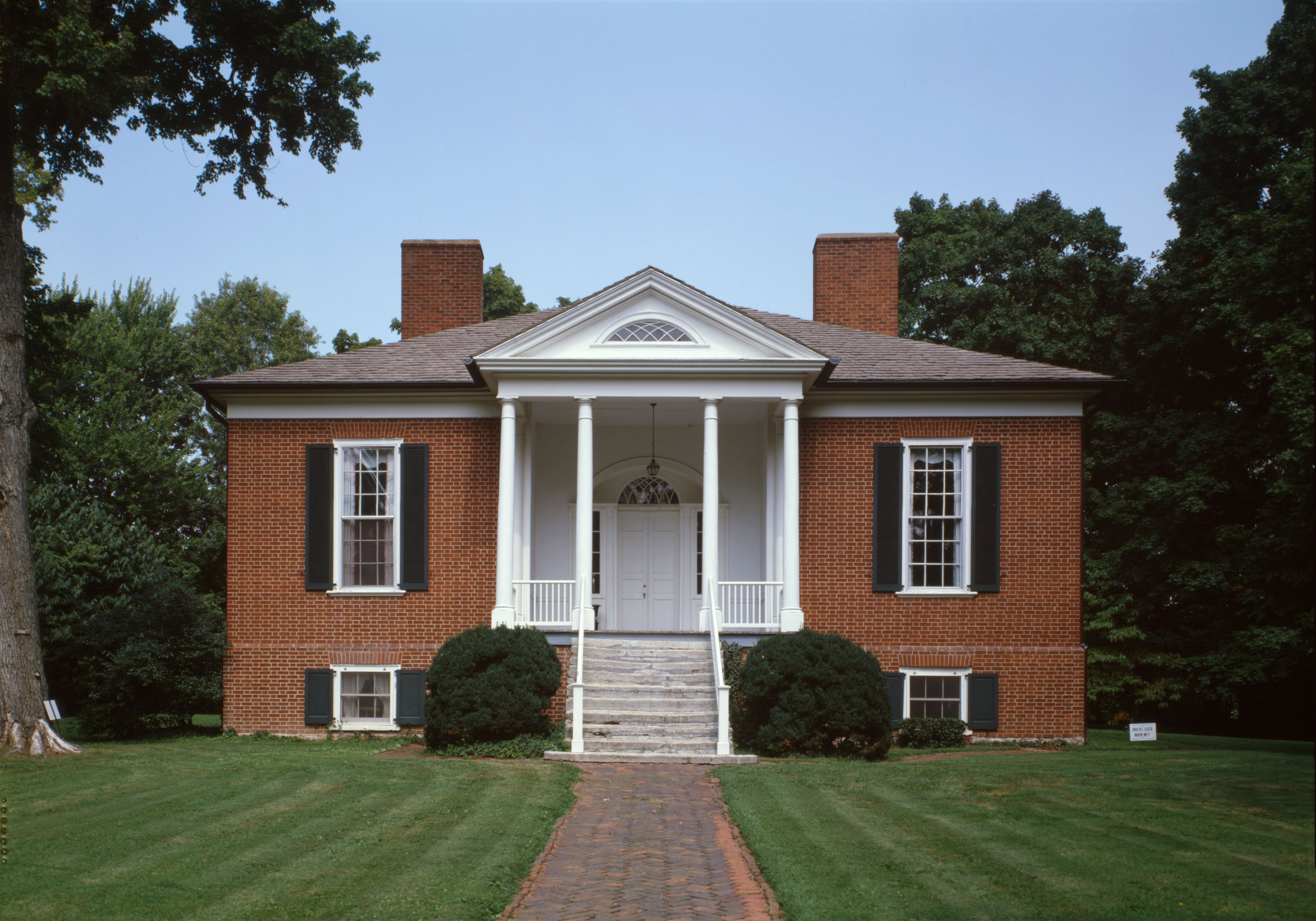
1816

#### Giebelseitige Fassaden und Haustüren: Early Classical Revival und Greek Revival

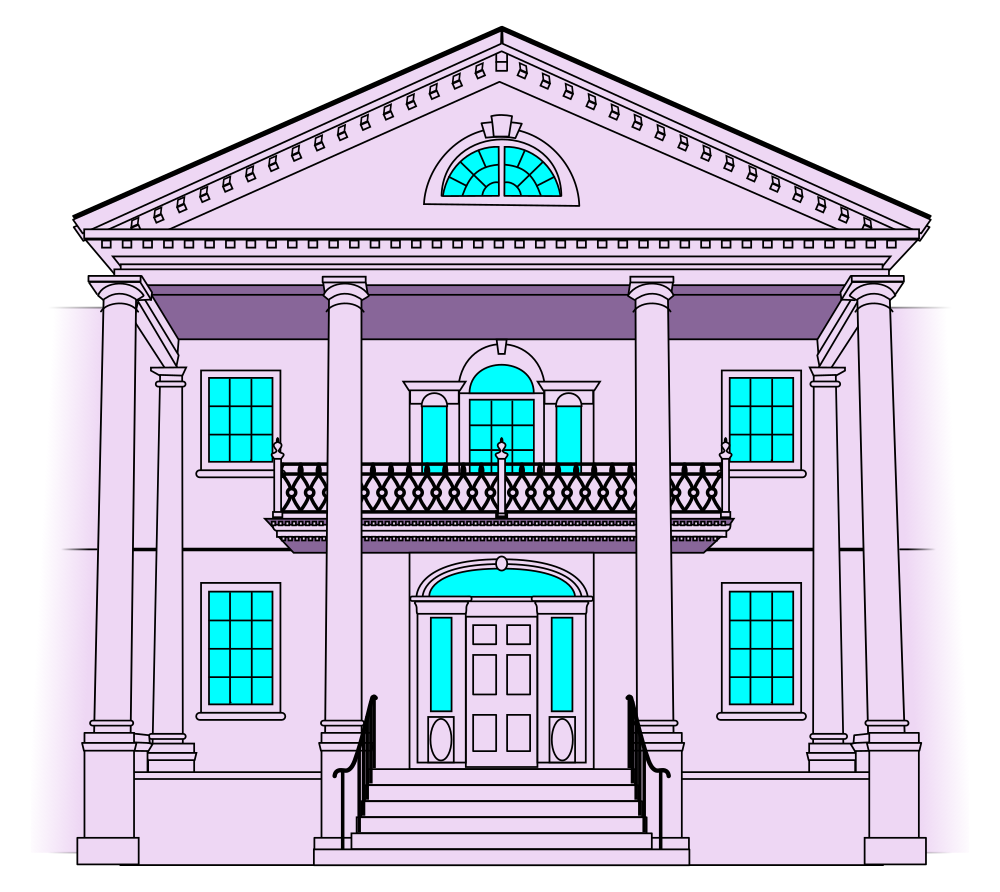
Das Morris-Jumel Mansion (1765) wurde ein weiteres wichtiges Vorbild für den Early-Classical-Revival-Stil.

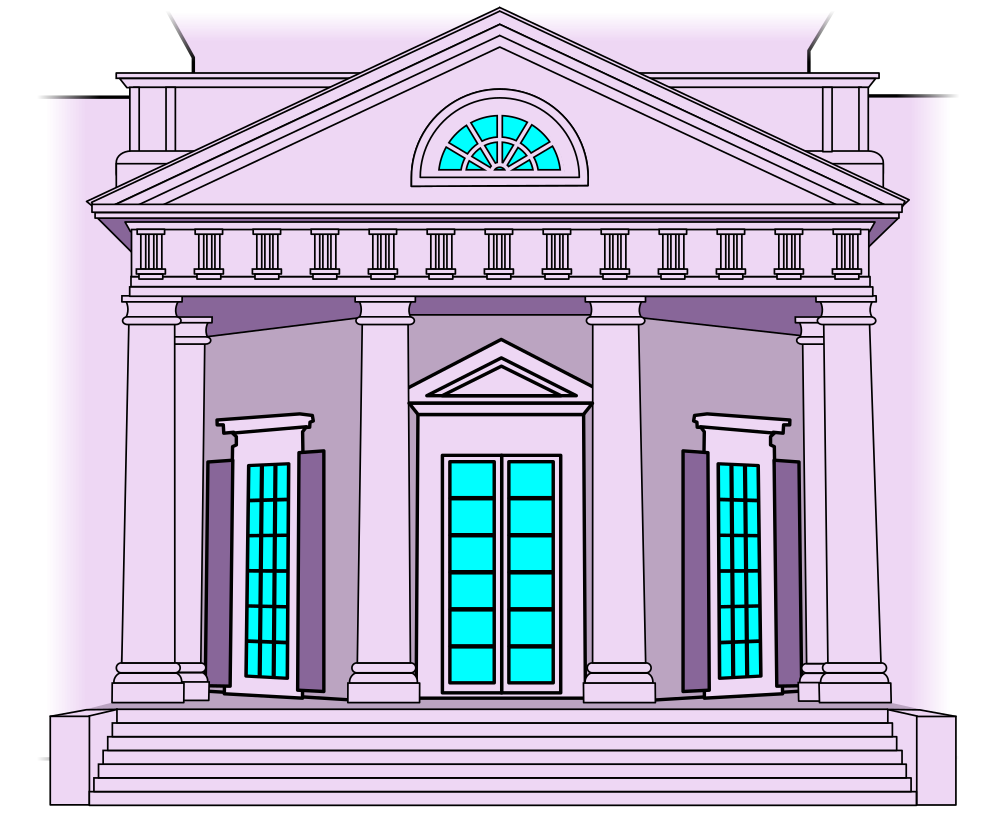
Jeffersons Monticello (1768–1809 erbaut) war eines der einflussreichsten Vorbilder für den Early-Classical-Revival-Stil.

Wichtigster Ausgangspunkt für den frühen amerikanischen Klassizismus, das Early Classical Revival (1770–1830), war die von Jefferson selbst entworfene Villa Monticello bei Charlottesville, Virginia. Das von Andrea Palladios La Rotonda inspirierte Wohnhaus besitzt zwei hohe Portiken, von denen die erste den Eingangsbereich bildet, während die zweite, zum Garten gelegene (Abbildung) den Wohnraum nach außen erweitert. Von 1790 an wurde ein Portikus zur Regel.
Grundlegend für den amerikanischen Klassizismus ist eine Drehung des Hauses: Statt der Traufseite, die in der Kolonialzeit die Hauptfassade bildete, wird dem Betrachter nun eine Giebelseite zugekehrt. Mit der Fortentwicklung des Early Classical Revival wuchs der Portikus stetig weiter und schwoll auf dem Höhepunkt dieser Periode oft zu einem mächtigen, zweigeschossigen Säulenvorbau an. Vorbild waren die antiken Tempel. Der Banker Nicholas Biddle ergänzte seinen Wohnsitz Andalusia 1834–3618 um ein vierseitiges Peristyl. Die Idee wurde mehrfach kopiert, wobei die Säulenreihen dann jedoch meist auf die Giebelseiten beschränkt blieben. Insbesondere bei den prätentiösen Beispielen ging bei der Steigerung der Formen ins Extreme die Treue zu den antiken Vorbildern jedoch oft verloren.

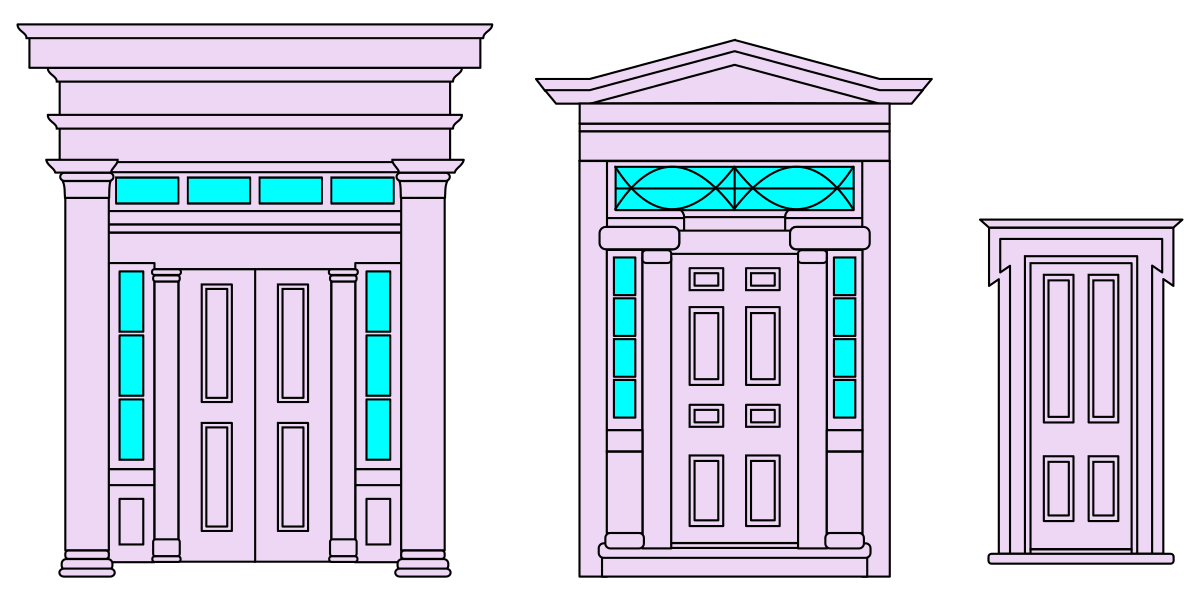
Drei typische Greek-Revival-Haustüren

Im Laufe des 19. Jahrhunderts gerieten die Schwulstformen wieder außer Mode; die elaborierten Haustüren – mit ihren Ober- und Seitenlichtern, ihren Pilastern und Architraven – blieben, ebenso wie das antikisierende Bauen insgesamt, jedoch unvermindert beliebt. Die letzte Stilrichtung, bei der große antikisierende Portiken überhaupt noch vorkamen, war der Greek-Revival-Stil (1825–1860).

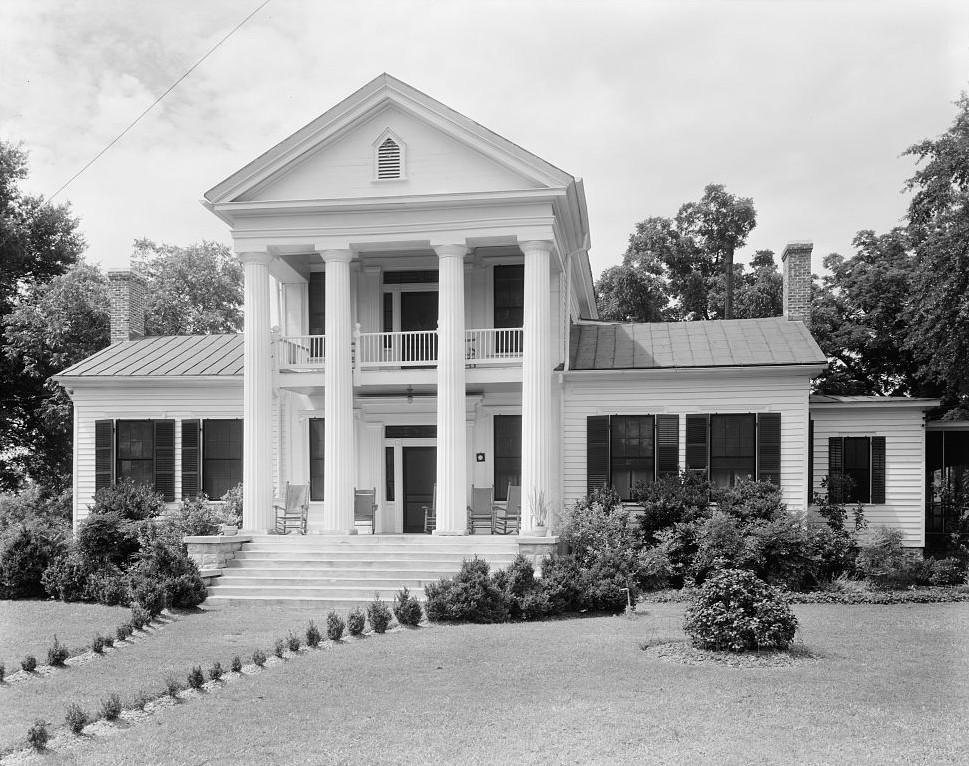
1840
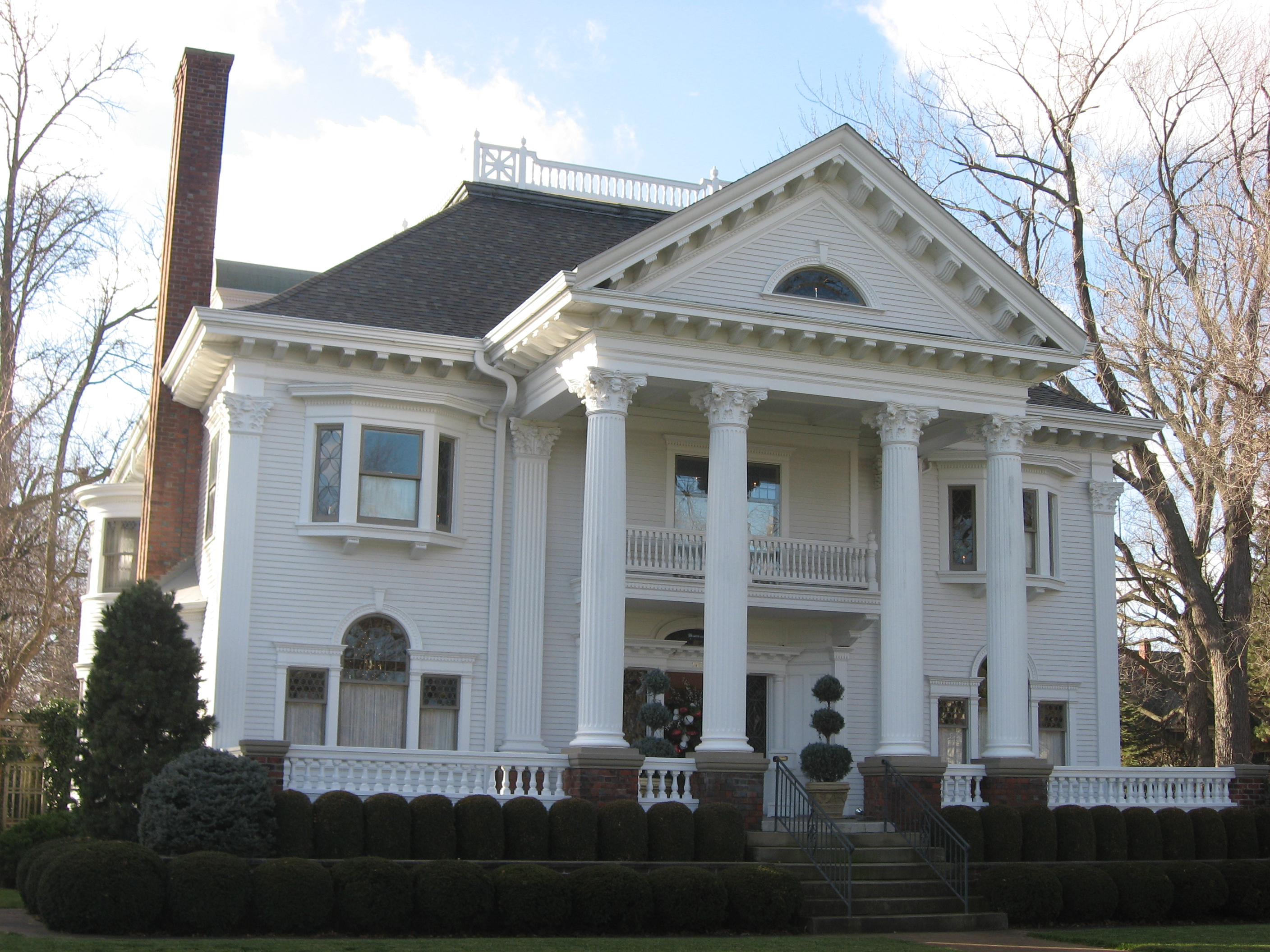
1900
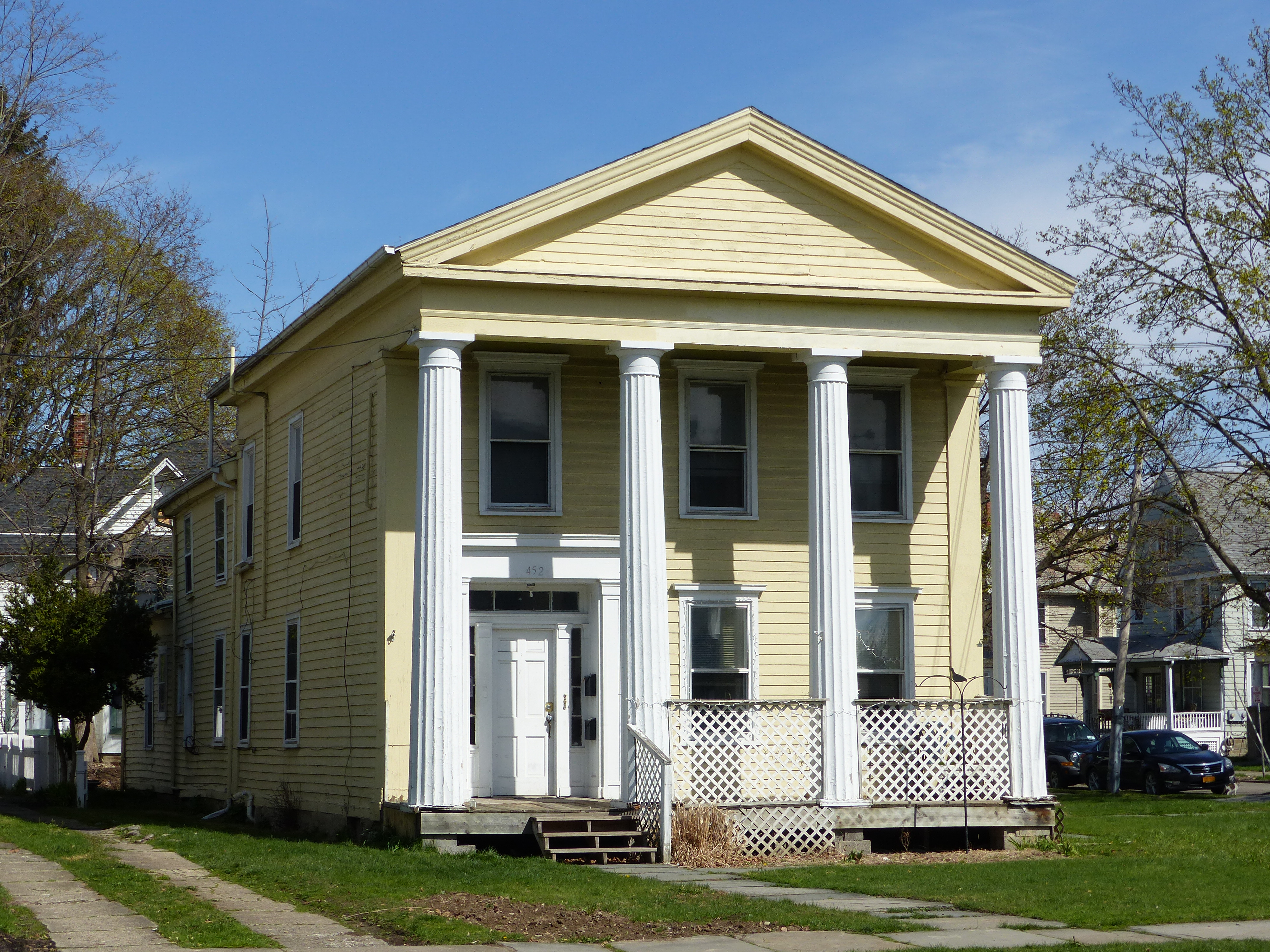
Volkstümlicheres Beispiel

#### Rückkehr zu traufseitigen Fassaden und Haustüren: Colonial Revival, New Traditional und Millenium Mansion

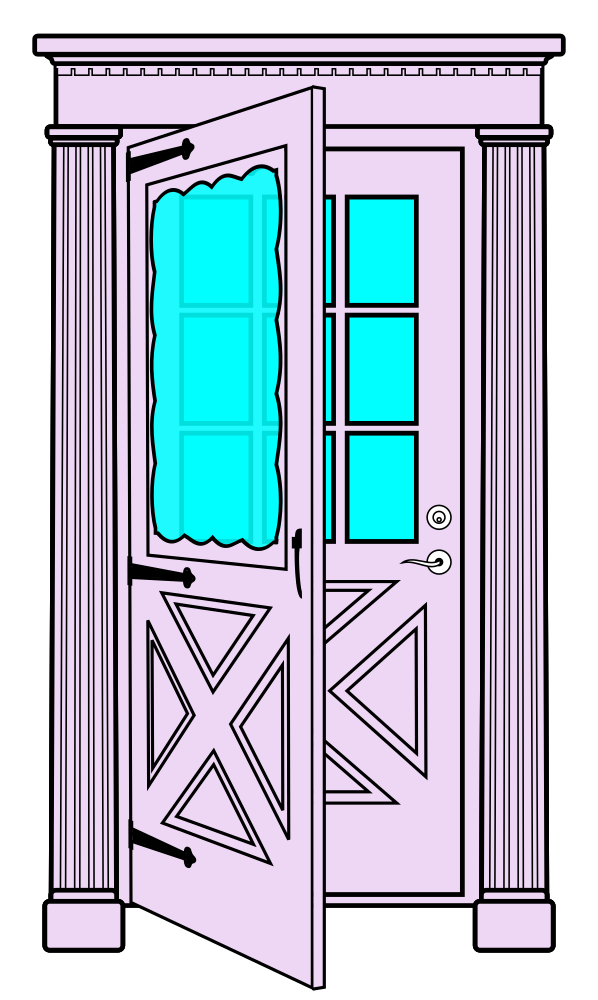
Haustür mit Sturmtür in einem New-Traditional-Haus. Die eigentliche Haustür öffnet sich nach innen.

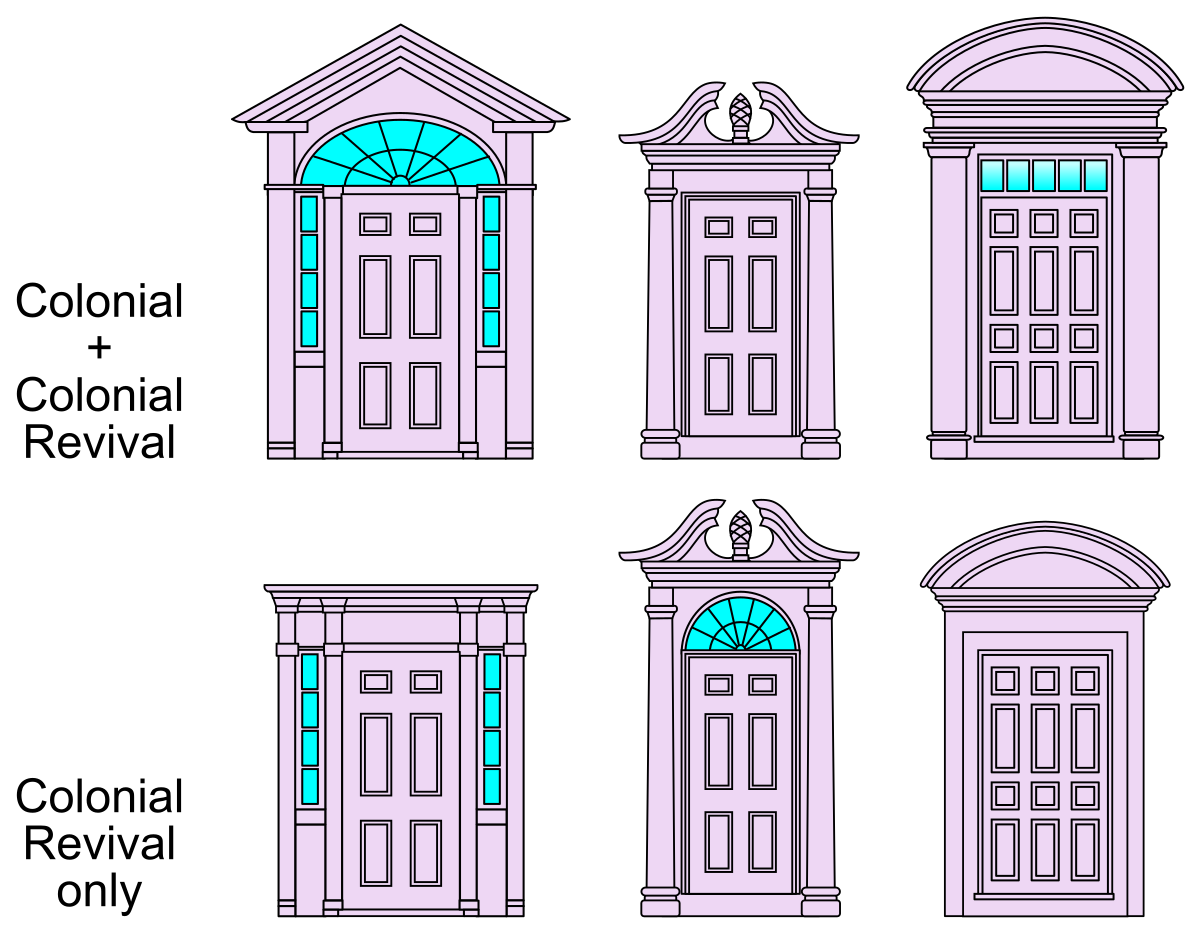
Der Colonial-Revival-Stil folgt auch bei den Haustüren teils treu dem Vorbild, teils werden neue Kombinationen erfunden.

Der erst Jahrzehnte später folgende Colonial-Revival-Stil (1880–1955) knüpfte nicht an den Klassizismus, sondern an die Architektur der britischen Kolonialzeit an. Der Portikus ist hier – wenn er nicht ganz entfällt – nicht viel mehr als eine auf Säulen ruhende Eingangsbedachung; besonders in den volkstümlicheren Beispielen sind Pilaster und Architrave eher angedeutet als exakt ausgearbeitet. Eine Wiederauflage erlebte dieser Stil ab 1935 mit dem New Traditional Style, der mit der Suburbanisierung der Vereinigten Staaten zusammenfiel, einer nach dem Ende des Zweiten Weltkrieges vollzogenen radikalen Umformung des Siedlungswesens. Eine Besonderheit der Haustür bei diesem Stil – ebenso wie bei anderen volkstümlichen Bauformen der Zeit – ist eine nach außen öffnende Sturmtür, die vor der nach innen öffnenden Haupttür installiert ist, oft mit der Folge, dass die eigentliche Tür von außen kaum zu sehen ist. In anderen Fällen ist die Sturmtür selbst antikisierend gestaltet. Eine zweite Wiederauflage des Colonial Revival folgte um 2000 mit dem Millenium Mansion, einem neuen Typus von massenhaft gefertigten Vorstadthäusern mit Villenanmutung.
Rein funktional büßt die Haustür in den Vereinigten Staaten von den 1930er Jahren an dadurch etwas an Bedeutung an, dass den Häusern nun Garagen angebaut werden, aus denen ihre Bewohner direkt ins Haus gelangen. Die eigentliche Haustür dient seitdem oft nur noch dem Empfang von Besuchern.

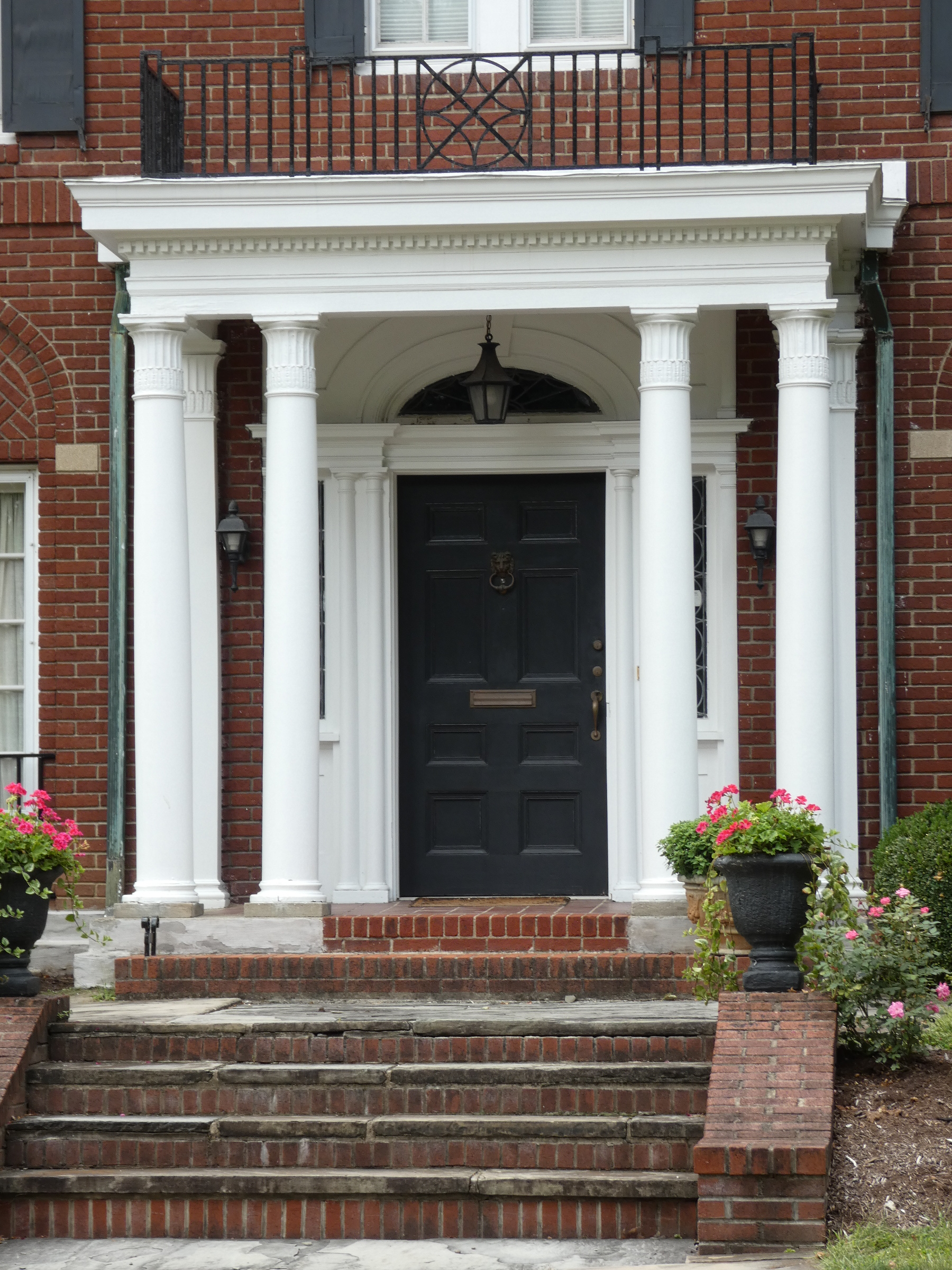
1920
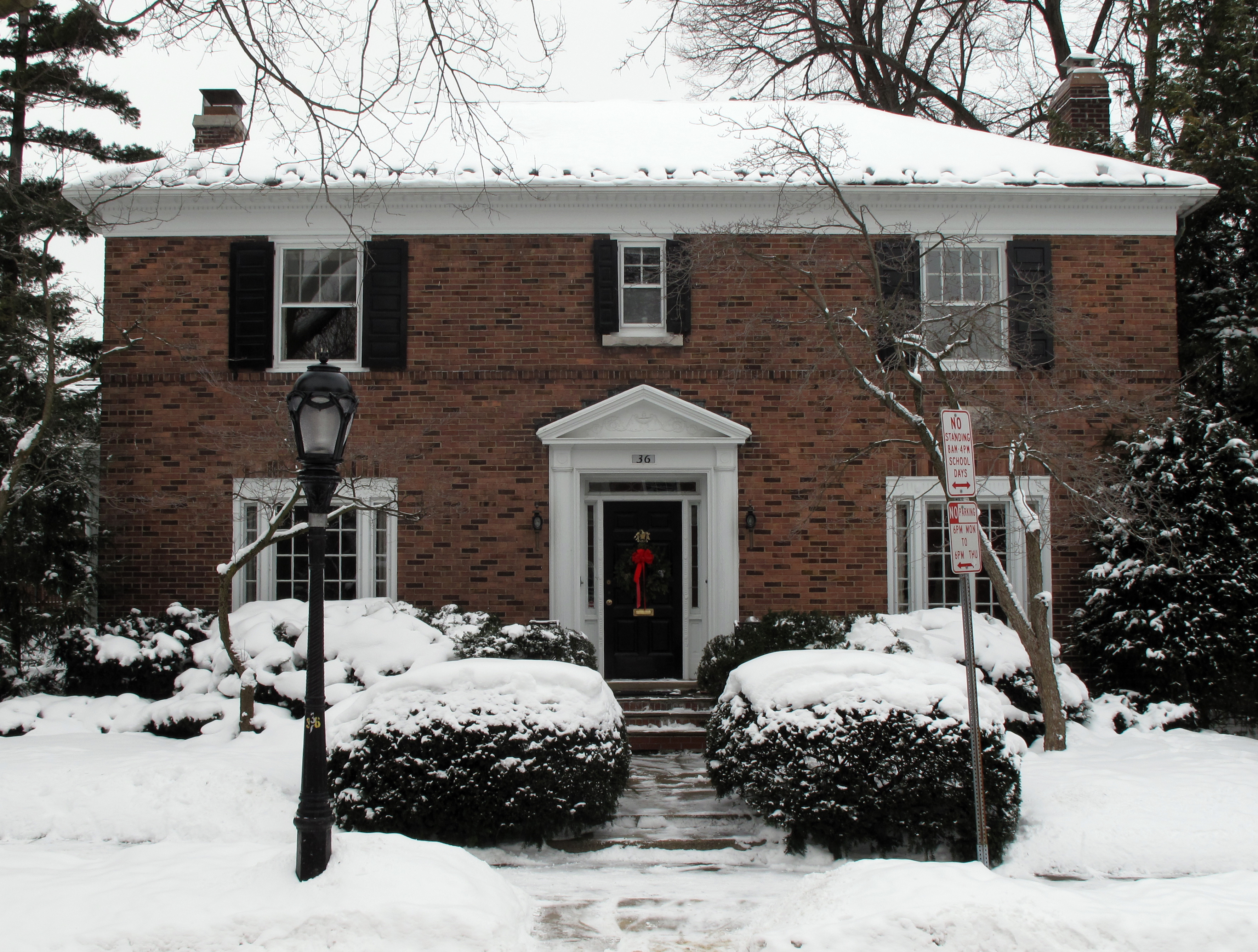
1937
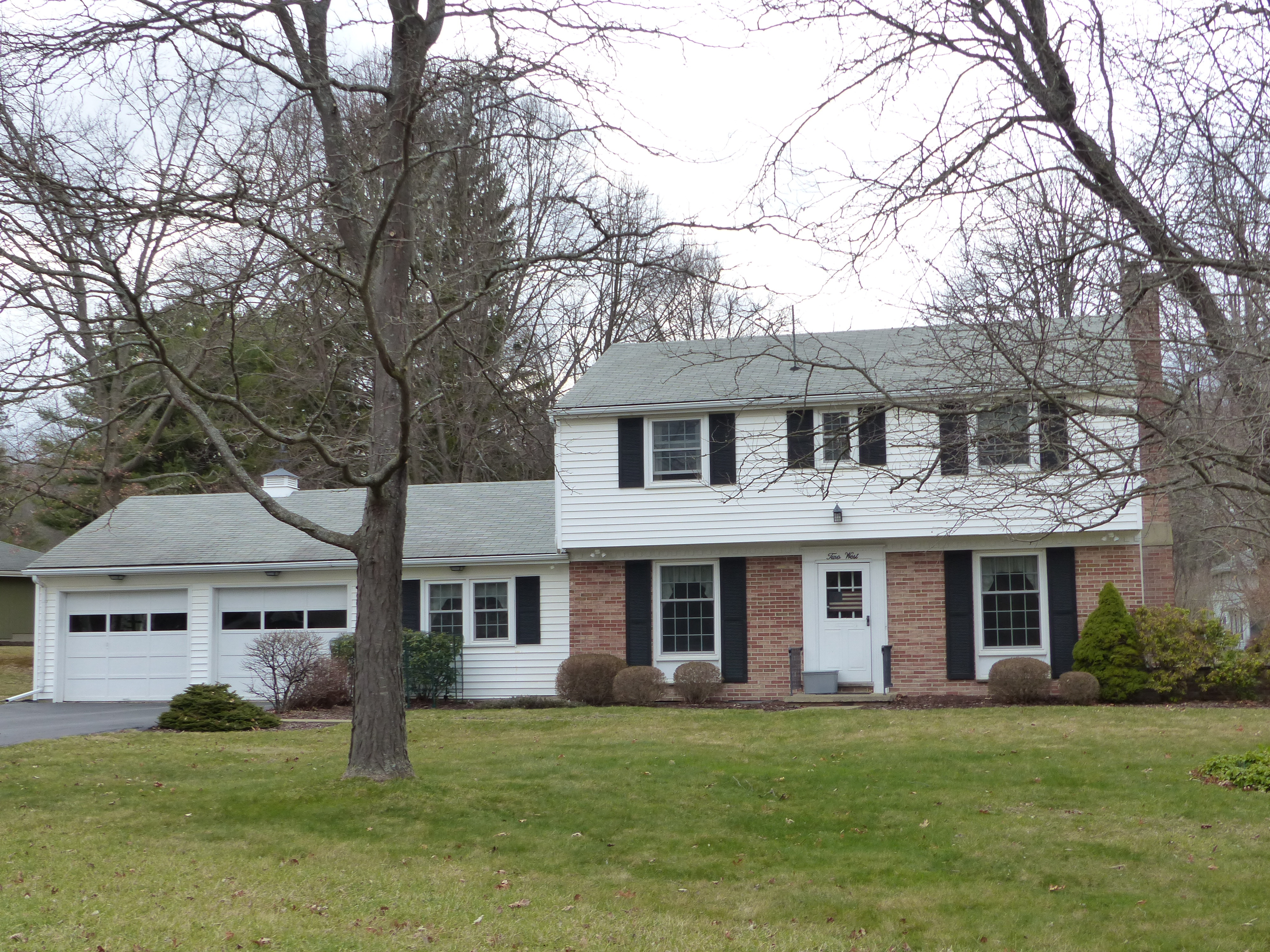
Um 1964
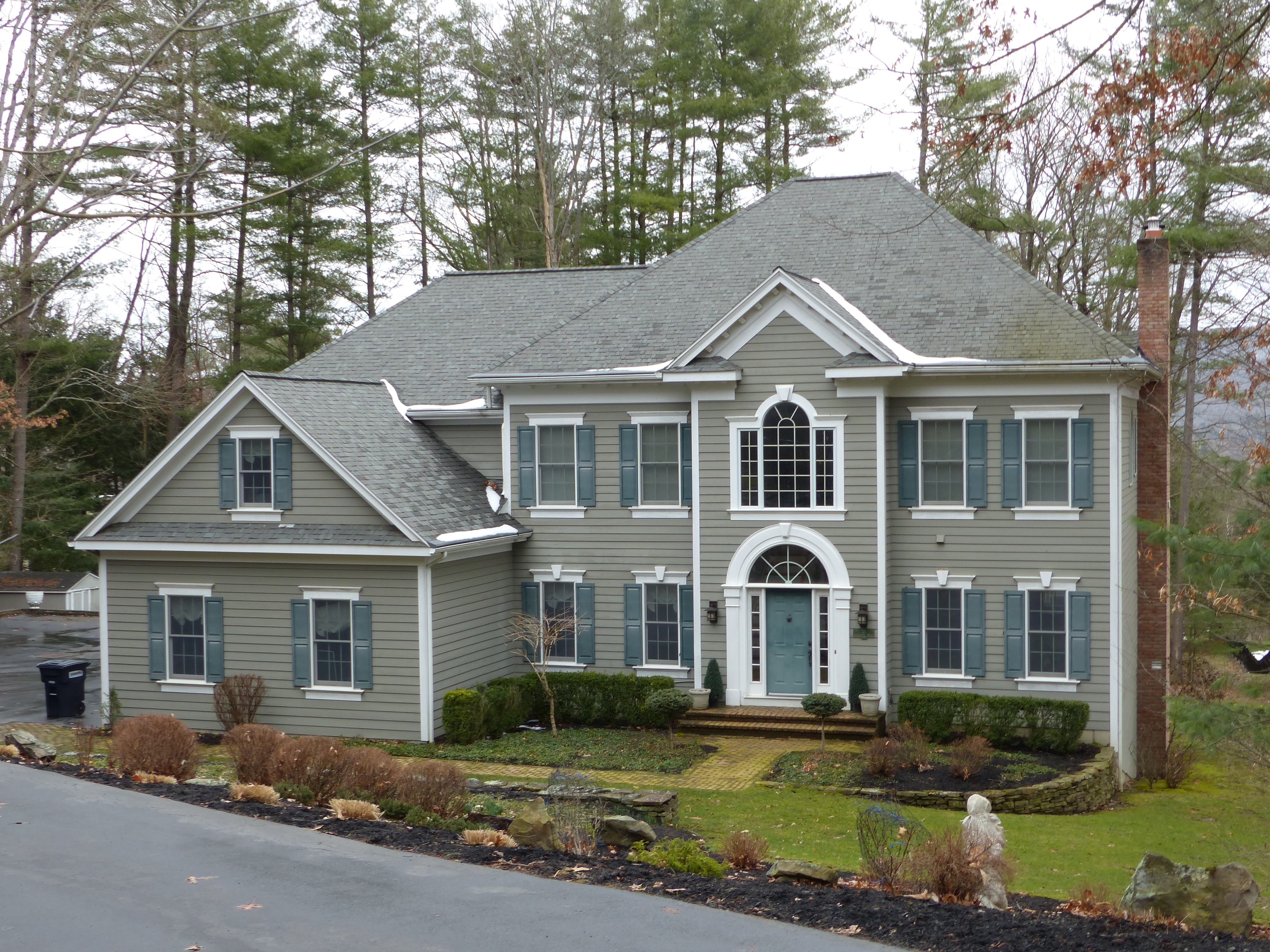
Um 2010

### Andere historistische Formen
Die romantische (1825–1885), die viktorianische Zeit (1852–1870) und der eklektizistische Historismus (1880–1940) beschwerten der Wohnarchitektur im 19. und 20. Jahrhundert eine neue Vielfalt der Baustile, für die jeweils eigene Fenster- und Haustürformen entwickelt wurden. Da die antikisierenden Standardtüren als Massenware bequem und preiswert verfügbar waren, während die neuen Stilrichtungen oftmals teure Spezialanfertigungen erforderten, finden sich zahllose Beispiele, bei denen ohne Rücksicht auf stilistische Konsistenz auch bei den neuen Baustilen klassizistische Haustüren verbaut wurden.
Mit Ausnahme des Italiante- und des Second-Empire-Stils (symmetrische und asymmetrische Fassaden möglich) waren diese Stile regelmäßig mit asymmetrischen Grundrissen und asymmetrischen Fassaden verbunden, sodass die Haustür, anders als bei den antikisierenden Baustilen, meist nicht mehr im Achspunkt liegt.
Hier eine Übersicht über authentische Haustürformen für die einzelnen Baustile:
| Stilrichtung                         | Typische Haustürformen | Hausbeispiele | Anmerkungen |
| ------------------------------------ | ---------------------- | ------------- | --- |
| Gothic Revival (1840–1880)           |                        |               | Bei diesem Stil wurden die Paneeltüren und ihre Umrahmungen nach dem Vorbild der Türen in gotischen Sakralbauten spitzbogenförmig oder mit Maßwerkelementen wie z. B. Nonnenköpfen ausgearbeitet. |
| Italianate (1840–1885)               |                        |               | Die Haustüren sind hier meist zweiflüglig. Häufig haben sie dieselben markanten Bekrönungen, die auch über den Fenstern verbaut wurden. Die wichtigste Neuerung, die der Italianate-Stil bei den Haustüren brachte, war die Praxis, die Holzpaneele wenigstens zum Teil durch Glasscheiben zu ersetzen. |
| Second-Empire-Stil (1855–1885)       |                        |               | Beim Second-Empire-Stil wurden vielfach dieselben Türtypen verbaut wie beim Italianate-Stil. Auch hier sind die Haustüren meist zweiflüglich, und die Holzpaneele sind – insbesondere oben – durch Glasscheiben ersetzt. Anders als bei Italianate ist bei Second Empire jedoch die Vertikale betont; infolgedessen sind auch die Haustüren oft schmaler und stärker gestreckt. |
| Stick Style (1860–ca. 1890)          |                        |               | Auch in Stick-Style-Häusern sind die Haustüren, wenn genug Platz vorhanden ist, meist zweiflüglig. Glasscheiben im oberen Teil der Tür sowie rechteckige Oberlichter sind weit verbreitet. Buntglasfenster sind keine Seltenheit. Die Formen an Türblatt und -rahmen sind meist schlichter und weniger prätentiös als bei anderen zeitgenössischen Baustilen, die Verzierungen dagegen sind oft fantasievoller, naiver und heiterer. |
| Richardsonian Romanesque (1880–1900) |                        |               | Dieser Baustil ist, weil er Mauerwerk erfordert, bei Wohnhäusern und insbesondere bei freistehenden Einparteienhäusern eher selten. Die Haustüren sind gewöhnlich hinter romanischen Bögen weit zurückgesetzt und daher wenig auffällig. Einflüglige Formen kommen ebenso vor wie zweiflüglige. Die Anmutung der Haustüren ist, der Wuchtigkeit der Steinbauweise entsprechend, eher wuchtig als grazil. |
| Queen Anne Style (1880–1910)         |                        |               | Die Haustür liegt bei diesem Baustil, der fehlerhaft oft mit viktorianischer Architektur insgesamt gleichgesetzt wird, statt an der Baufluchtlinie, zurückgesetzt und ist regelmäßig über eine Veranda zu erreichen. Während die Türrahmen schlicht gehalten sind, weisen die Türblätter, die paarig oder einzeln verwendet werden können, gelegentlich delikat geschnitzte Details auf. Häufiger aber werden schlichte Paneeltüren verwendet, die in der oberen Hälfte zum Teil bunte Glasscheiben enthalten können. Auch (Buntglas-)Oberlichter sind weit verbreitet; Seitenlichter dagegen sind bei diesem Stil unüblich. |
| Shingle Style (1880–ca. 1910)        |                        |               | Ähnlich wie beim Queen Anne Style liegen auch bei diesem Baustil die Haustüren etwas verborgen, tief hinter der Baufluchtlinie zurückgesetzt, an einer oft ausgedehnten Veranda. Die Türen sind einflüglig und verzierungslos und enthalten traditionell weder Fensterscheiben, noch sind ihnen Oberlichter aufgesetzt. Statt von schmalen Seitenlichtern werden sie eher von Fenstern in normalem Format flankiert. |
| Tudor Revival (1890–1940)            |                        |               | Beim Tudorstil, dem letzten neu eingeführten historisierenden Baustil des Landes, sind die Haustüren bzw. ihre Portiken mit Rund- oder Tudorbögen bekrönt. Bei den Türblättern handelt es sich meist um schwere Plankentüren, die kleine Fenster enthalten und/oder selbst in Bogenform gearbeitet sein können. Verzierungen finden sich am ehesten in der Umrahmung, besonders in Form von Ecksteinen. |

### Moderne Haustüren

#### Prairie Houses und Craftsman
Eine konsequente und vollständige Abkehr vom antikisierenden Bauen und generell vom architektonischen Historismus brachten erst Louis Sullivan und die eng mit ihm verknüpfte Prairie School, deren einflussreichster Vertreter Frank Lloyd Wright (1867–1959) wurde. Etwa in dieselbe Zeit fiel in den Vereinigten Staaten der Craftsman Style des American Arts and Crafts Movement. Das Erbauen eines Prairiehauses setzte die individuelle handwerkliche Anfertigung zahlloser Spezialbauteile voraus – darunter auch die der sehr aufwendig gestalteten Haustüren –, mit der Folge, dass nur Wohlhabende sich ein solches Haus leisten konnten. Craftsmanhäuser waren sehr viel preiswerter zu erbauen und entstanden darum auch in weitaus größerer Anzahl.
| Stilrichtung                                        | Typische Haustürformen | Hausbeispiele | Anmerkungen |
| --------------------------------------------------- | ---------------------- | ------------- | --- |
| Prairie (1893–1939)                                 |                        |               | In den Prairie Houses sind die Haustüren, insbesondere bei Frank Lloyd Wright, geradezu verborgen, denn dessen Philosophie umfasste unter anderem den Gedanken, dass das Haus seinen Bewohnern als Schutzraum diene, in dem sie sich zwar dem Außenraum verbunden, aber auch geborgen fühlen sollen. Der Hauseingang ist infolgedessen – besonders bei den späteren Beispielen – von der Straße aus oft nicht zu sehen, sondern liegt in einem Winkel, in dem er oft erst auszumachen ist, wenn man direkt davorsteht. Die Haustür führt immer in ein niedriges Foyer, an das sich ein höherer Wohnraum anschließt. Die Haustüren selbst sind in der Regel glatt mit variationsreich angeordneten rechteckigen Lichtausschnitten. Bei Wright enthalten die Türen sehr oft die für ihren Schöpfer typischen Buntglasfenster. |
| Craftsman Style (= Californian Bungalow, 1905–1925) |                        |               | Bei diesem Stil wurden meist Paneeltüren mit mehreren Glaseinsätzen im oberen Drittel des Türblatts verwendet. Ein weiteres charakteristisches Element ist ein so genanntes Dentil Shelf (deutsch etwa: „Zahnschnittbrett“) unterhalb der Glaseinsätze, das in den Originalbeispielen jedoch keineswegs zwingend vorhanden ist. Die Haustür ist regelmäßig indirekt über eine vor dem Haus gelegene überdachte Veranda zu erreichen und führt – besonders bei kleineren Häusern – statt in ein Foyer oft direkt in den Wohnbereich. |

#### Weitere moderne Baustile
Als nach dem Ende des Zweiten Weltkrieges die amerikanische Regierung groß angelegte Anstrengungen unternahm, den heimgekehrten Soldaten zu Eigenheimen zu verhelfen – dies war der Höhepunkt der Suburbanisierung der Vereinigten Staaten –, scheuten sich die Banken, die die notwendigen Kredite geben mussten, Häuser zu fördern, die aufgrund „gewagter“ Stilrichtungen womöglich schwer wiederkäuflich sein würden, und unterdrückten dadurch im Eigenheimbereich die Ausbreitung neuer Stilrichtungen wie die Stromlinien-Moderne und Art déco, die ebenfalls Haustüren im modernen Stil erforderten. Aus demselben Grunde ist auch Mid-century modern fast nur in den Reichenvierteln großer Kulturmetropolen zu finden.
Eine weitere Stilrichtung, die moderne Haustüren erforderte, entstand zwischen 1937 und 1958 in Gestalt von Frank Lloyd Wrights Usonians. „Usonia“ war Wrights Versuch, eine genuin amerikanische Wohnarchitektur zu erschaffen, die von europäischen Vorbildern gänzlich unabhängig und für jedermann erschwinglich sein würde. Die Haustüren der Usonians waren wie die der späten Prairie Houses mehrheitlich sorgfältig kaschiert und als Maßanfertigungen sehr uneinheitlich, aber stets im modernen Stil gestaltet. Usonia konnte sich letztlich nicht durchsetzen, die zugrundeliegenden Ideen nahmen aber großen Einfluss auf den Contemporary-Stil, der 1945 entstand und heute Teil des Mainstreams geworden ist, mit der Folge, dass Haustüren, die nach europäischen Begriffen „modern“ sind – in den USA wird diese Stilrichtung als „Contemporary“ bezeichnet –, heute auch industriell gefertigt werden und damit, neben bis heute das Angebot dominierenden antikisierenden Türen, allgemein handelsüblich sind.

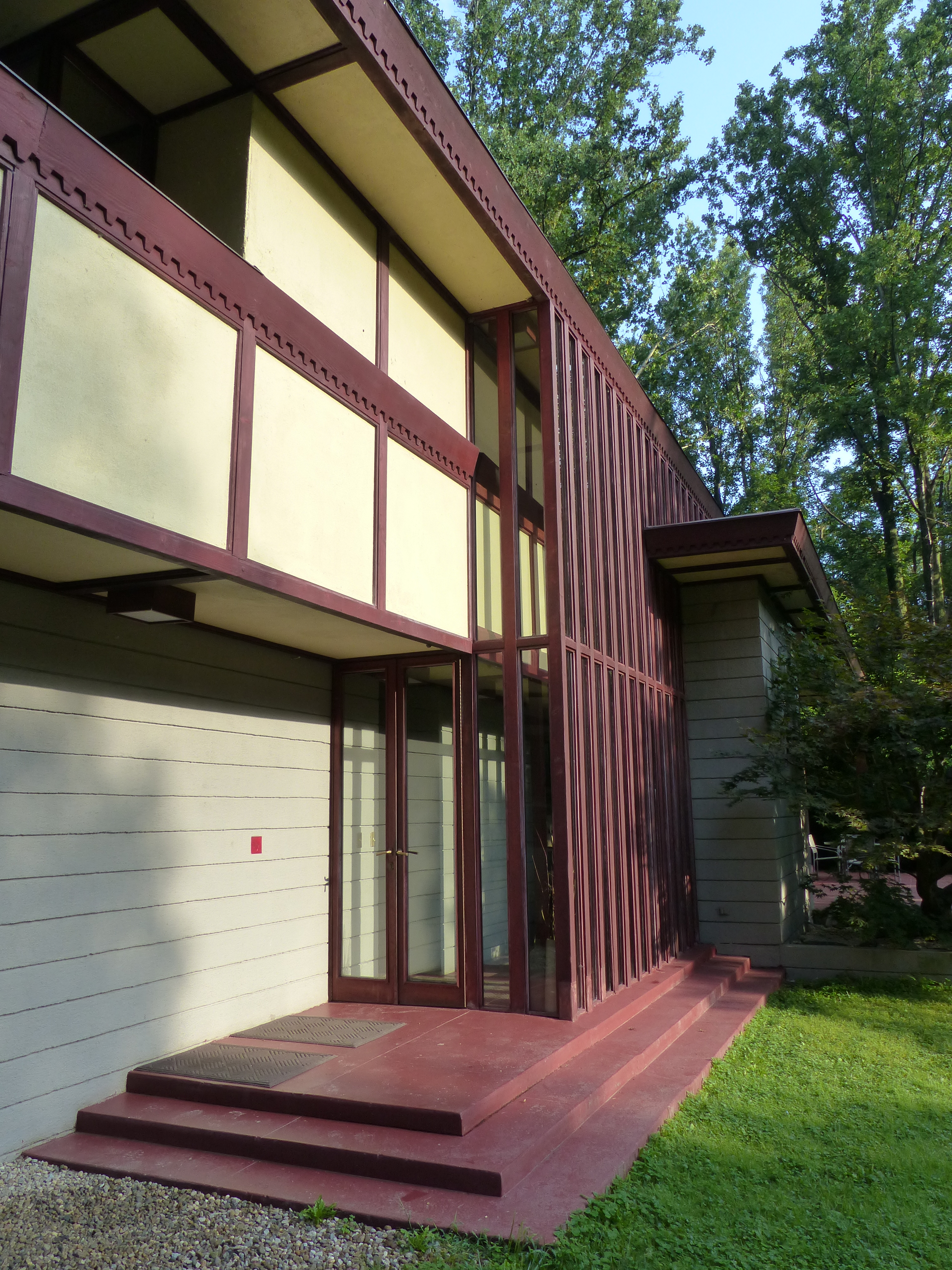
Usonian
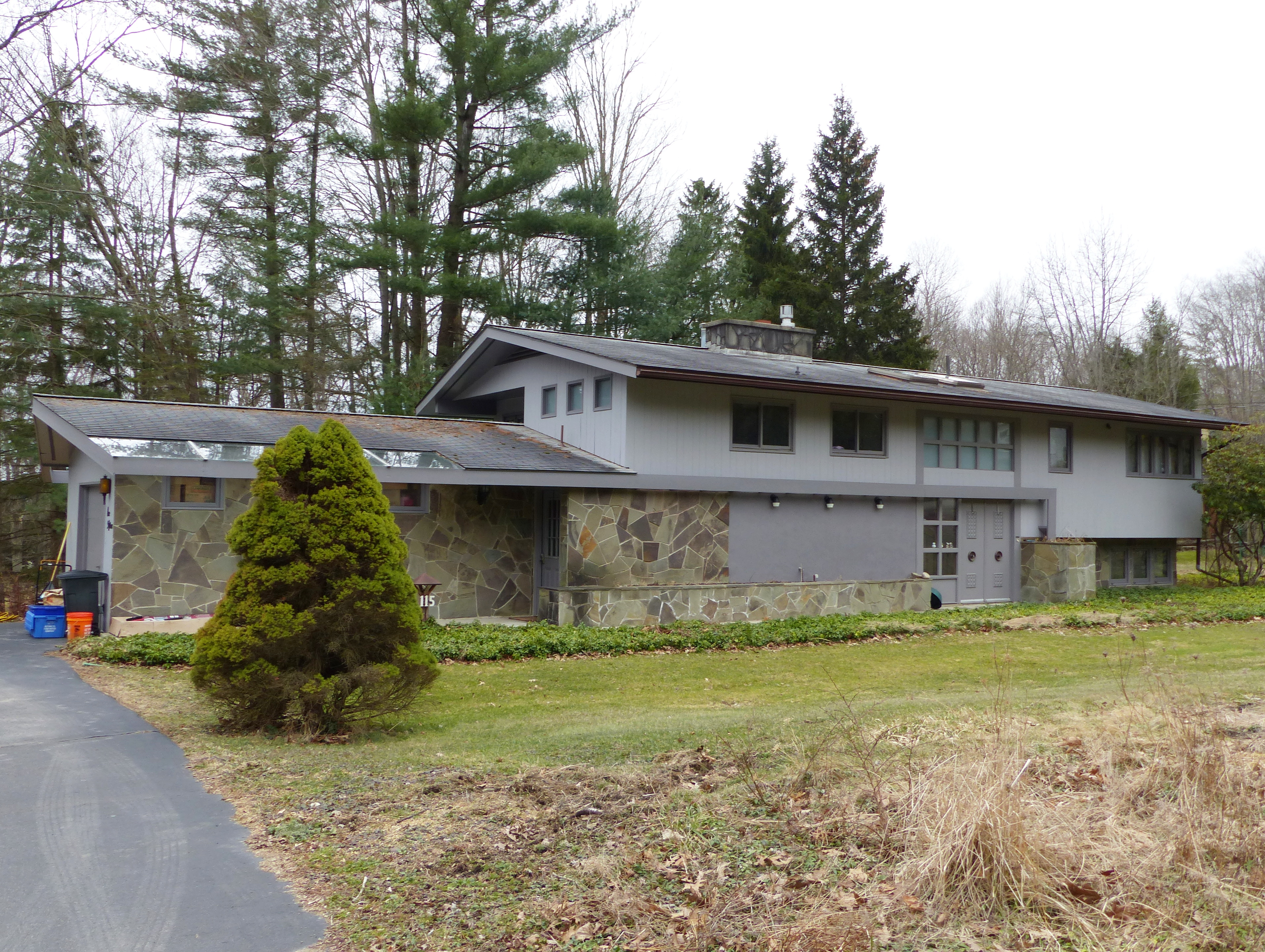
Contemporary

| Stilrichtung                             | Typische Haustürformen | Hausbeispiele | Anmerkungen |
| ---------------------------------------- | ---------------------- | ------------- | --- |
| Stromlinien-Moderne (1920–1940)          |                        |               | Für Stromlinien-Moderne finden sich im Wohnhausbereich nur sehr wenige Beispiele. Die Haustüren sind meist glatt und minimalistisch. Wenn Glaseinsätze vorhanden sind, haben diese oft ungewöhnliche Formen. |
| Art déco (1920–1940)                     |                        |               | Art déco ist im Wohnhausbereich noch seltener als Stromlinien-Moderne und am ehesten in Apartmentgebäuden zu finden, unter anderem deshalb, weil die für diesen Stil grundlegende vertikale Linienführung an der Fassade eines ein- oder zweigeschossigen Hauses nur schwer verwirklicht werden kann. Die Haustüren weisen sehr vielfältige Dekors auf und sind meist Spezialanfertigungen. Typisch für Art-déco-Apartmentgebäude ist die Integration der Haustür in ein vertikal ausgerichtetes, aus vielfältigen dekorativen Elementen zusammengesetztes komplexes Ensemble, das bis über die Dachlinie hinausreichen kann und in seiner visuellen Wirkung oft dramatisch ist. |
| Mid-century modern (1940er–1960er Jahre) |                        |               | Haustüren in Häusern im Mid-century-Modern-Stil sind ausnahmslos minimalistisch gestaltet. Neben vollkommen glatten Türen finden sich Türen mit allen möglichen, auch asymmetrischen und unregelmäßigen Anordnungen von rechteckigen Lichtöffnungen. Die Mehrzahl der Türen zeigt kein Holz, sondern verschiedene Arten von Beschichtungen, die gelegentlich auch kräftige Farben aufweisen können. |

Weitere Bildbeispiele:
- Usonian
- Contemporary

### Haustüren in Mehrparteienhäusern
Mehrparteienhäuser entstanden in großer Zahl im 19. Jahrhundert in der Lower East Side von Manhattan, wo neu eingetroffene Immigranten ein Auskommen in der aufblühenden Industrie der Stadt suchten. Diese Tenement Buildings waren entweder umgebaute großbürgerliche Wohnhäuser oder wurden speziell als Mietskasernen erbaut. Die Haustüren führten ins Treppenhaus und waren im Stil der jeweiligen Zeit – sehr oft also klassizistisch – gestaltet. Ebenfalls im 19. Jahrhundert entstanden daneben auch Luxusapartmenthäuser wie das Dakota Building (1880–1884), deren Haustüren oftmals sehr aufwendig gestaltet waren.

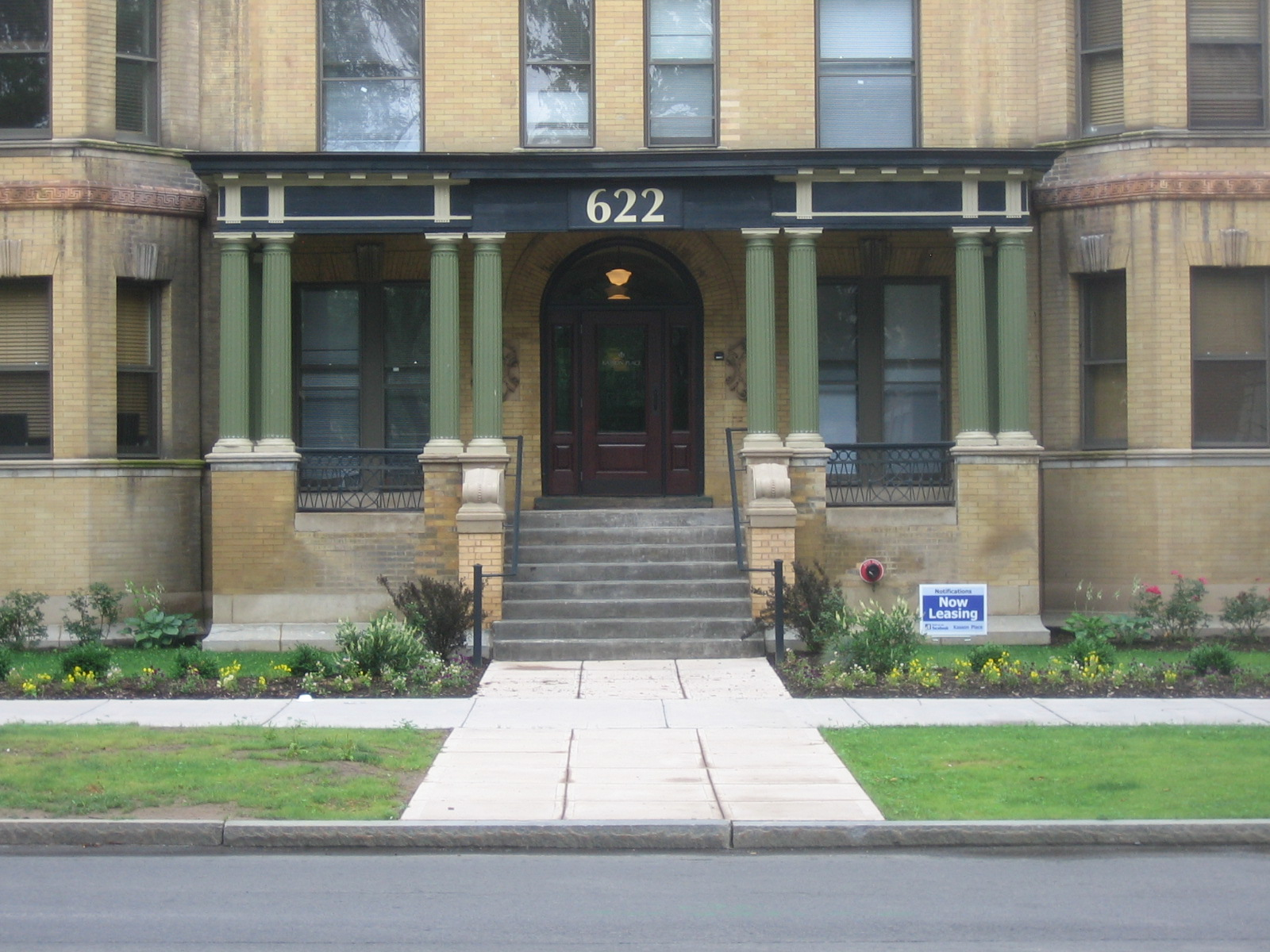
Klassizistische Haustür in einem Luxusapartmenthaus (1898)
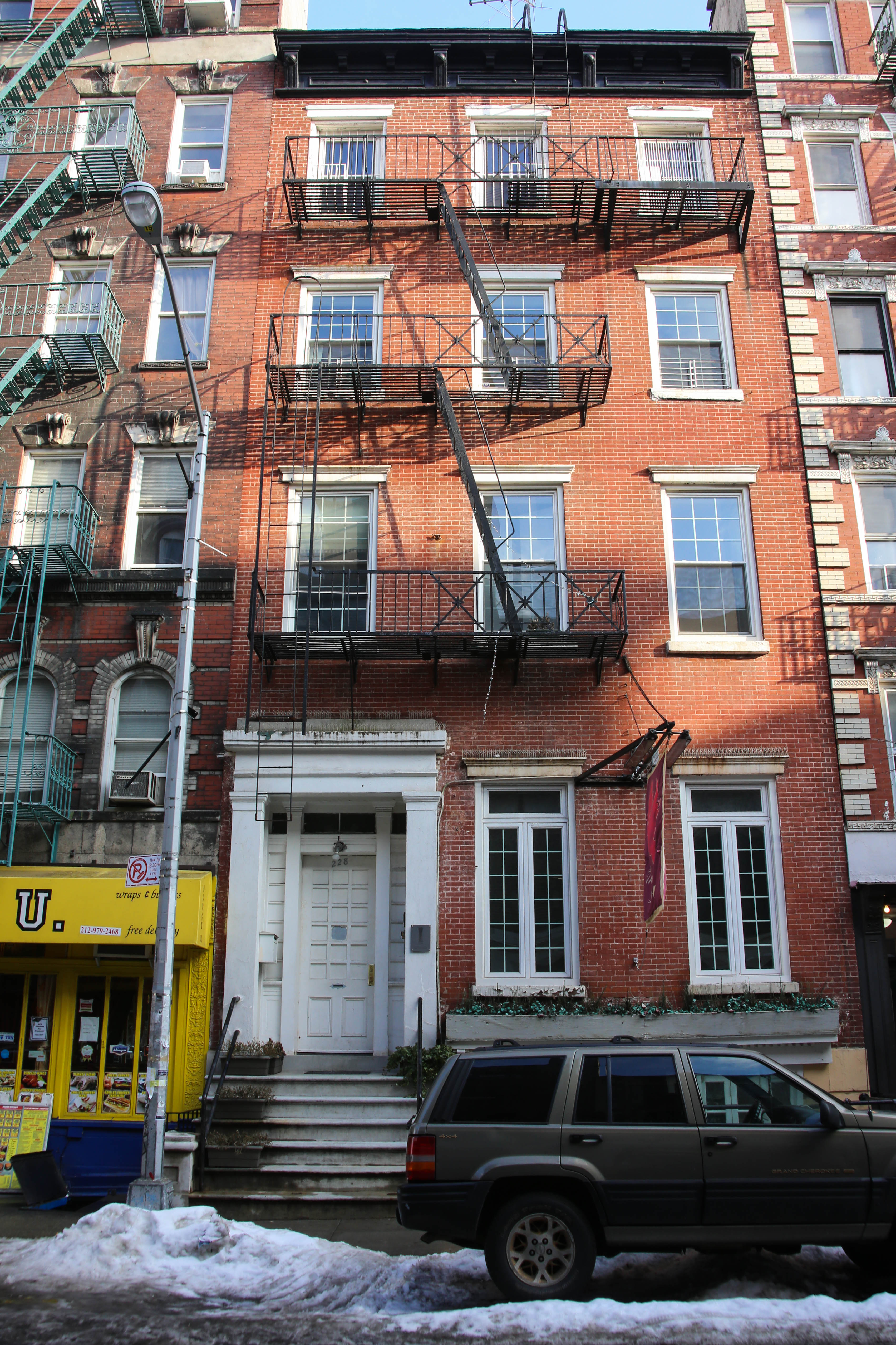
Klassizistische Haustür in einem Tenement (1900)
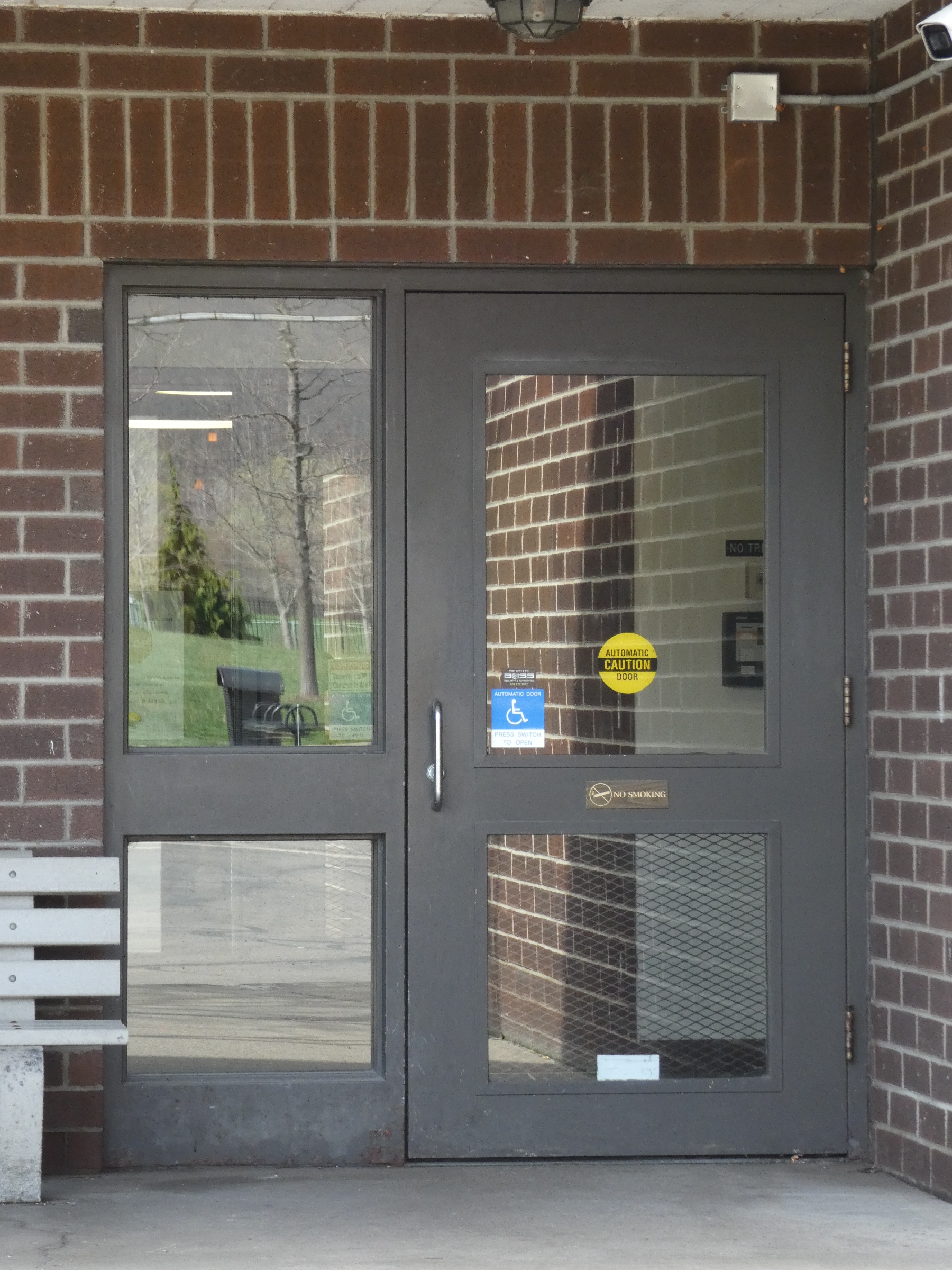
Haustür in einem 1973 erbauten Mehrparteienhaus

## Gegenwart

### Charakteristische konstruktive Merkmale

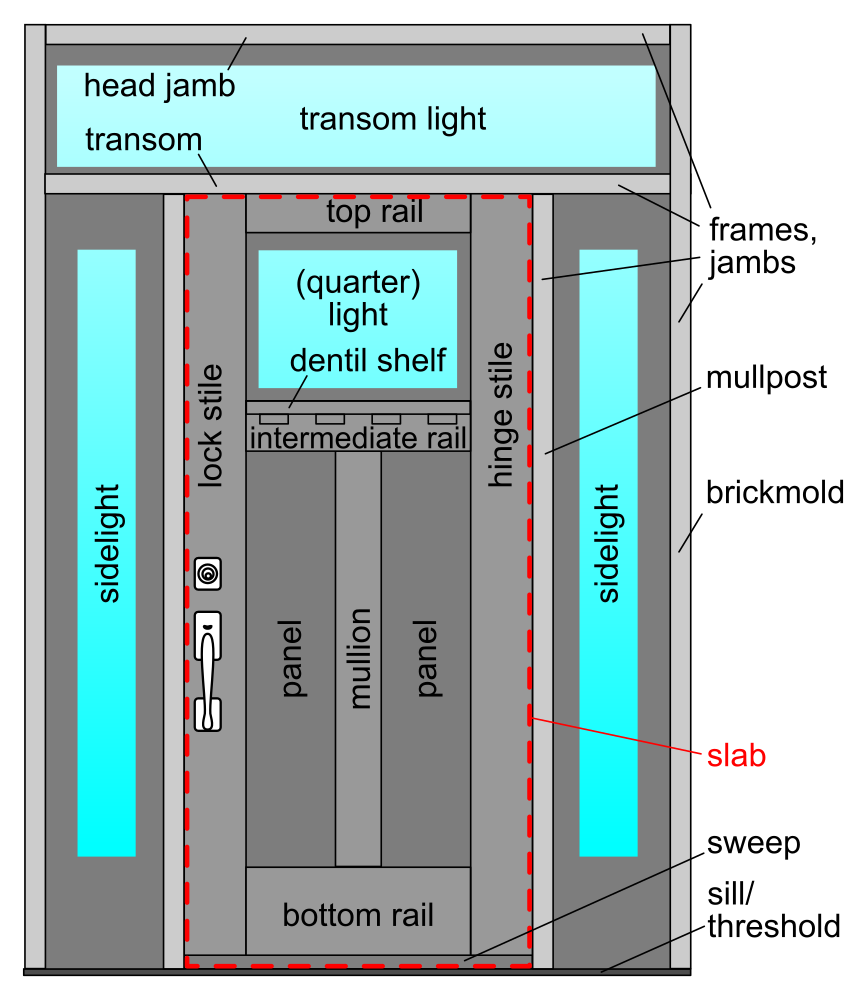
Die Teile einer amerikanischen Haustür

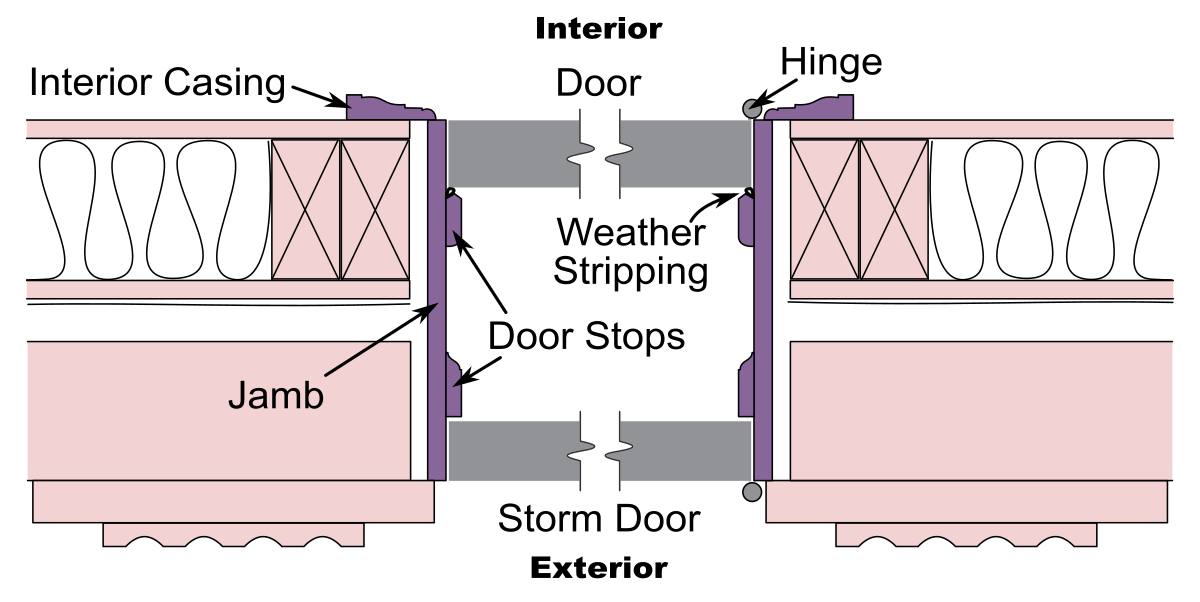
Querschnitt durch eine Haustür mit Sturmtür

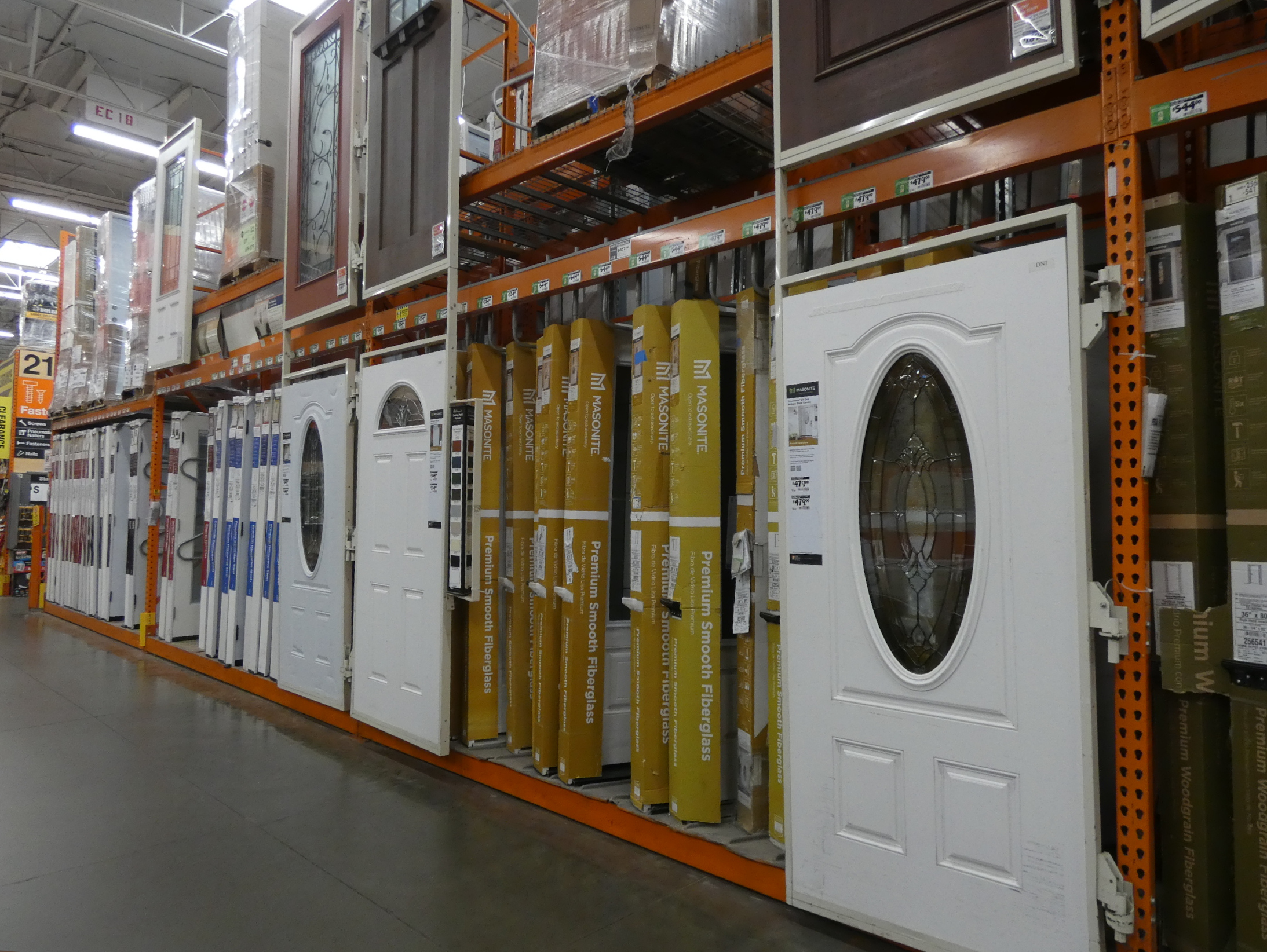
Türblätter für Haustüren in einem amerikanischen Baumarkt

Neben dem ursprünglichen Werkstoff Holz werden heutzutage auch andere Materialien wie Kunststoff, Metall oder diverse Verbundwerkstoffe verwendet. Unabhängig vom verwendeten Werkstoff haben die meisten nordamerikanischen Haustüren das Erscheinungsbild einer Tür aus Holz.
Traditionell werden in Nordamerika Haustüren (ebenso wie Innentüren) als „stumpfe“ Tür ausgeführt, d. h. an der Türblattkante ist kein Falz, dessen „Überschlag“ bei geschlossener Tür auf der Zarge aufliegt, sondern die Türblattkante ist gerade, bzw. „stumpf“.
Vorherrschend wird die „Futterzarge“ verwendet, also ein Türfutter dessen relativ dünnes Profil so breit wie die Laibung ist. Der Spalt zur Rohbauöffnung wird mit Zierblenden abgedeckt. Die Türschwelle ist etwas breiter als das Türfutter, damit ein Überstand zur Außenfassade entsteht. Der Querschnitt entspricht grob dem einer waagrechten Bohle, mit leichtem Gefälle nach außen. Die Türschwelle hat im Regelfall keinen Höhenversatz als Anschlag. Das geschlossene Türblatt stößt deshalb nicht an der Schwelle an, sondern streift leicht über die Schwelle. Ein ausgeprägter Wetterschenkel am Türblatt ist unüblich, gelegentlich wird stattdessen ein Aluprofil angebracht, um eine Wassernase zu erhalten.
Zur Erreichung der Schlagregenfestigkeit und der Winddichtigkeit sind zusätzliche Abdichtungsmaßnahmen („Weatherstripping“) notwendig. Alternativ oder zusätzlich wird eine weitere, nach außen aufgehende Türe – die „Storm Door“ – außenseitig am Türfutter angebracht. (Die eigentliche Haustüre öffnet nach innen.) Insbesondere im Altbestand oder bei Haustüren die ohne Flur direkt in den Wohnbereich führen ist dies häufig anzutreffen.
Im Baustoffhandel ist das Haustürblatt als „Exterior Slab Door“ auch einzeln (ohne Zarge) erhältlich. In diesem Fall fehlen sämtliche Vorarbeiten zur Anbringung der Beschläge. Ein einbaufertiges Haustürelement, bestehend aus Zarge mit eingebautem Türblatt wird als „Prehung Exterior Door“ bezeichnet. (Im Baustoffhandel des deutschsprachigen Raums ist mit „Haustüre“ das gemeint, was in Nordamerika als „Prehung Exterior Door“ bezeichnet wird.)

### Hersteller
Die Produktion von Haustüren ist in den USA ein bedeutender Wirtschaftszweig. Die größten Unternehmen in dieser Branche, mit Jahresumsätzen von mehr als einer Milliarde US-Dollar, sind Andersen Windows & Doors, Jeld-Wen, Marvin Windows and Doors, Masonite, Pella Corp., Ply Gem, Velux USA und YKK AP America Inc.

### Haustüren in Mehrparteienhäusern
Mehrparteienhäuser spielen in der Architektur der Vereinigten Staaten eine weitaus geringere Rolle als etwa im deutschsprachigen Raum. So wird die Zahl der Mehrparteienhäuser (apartment buildings) in den Vereinigten Staaten derzeit (2021) mit 1.676.113 angegeben; d. h. dass auf 195 Einwohner 1 Mehrparteienhaus kommt. Zum Vergleich: In Deutschland sind es 6.300.000 Mehrparteienhäuser, bzw. auf 13 Einwohner kommt 1 Mehrparteienhaus.